# Суходіл

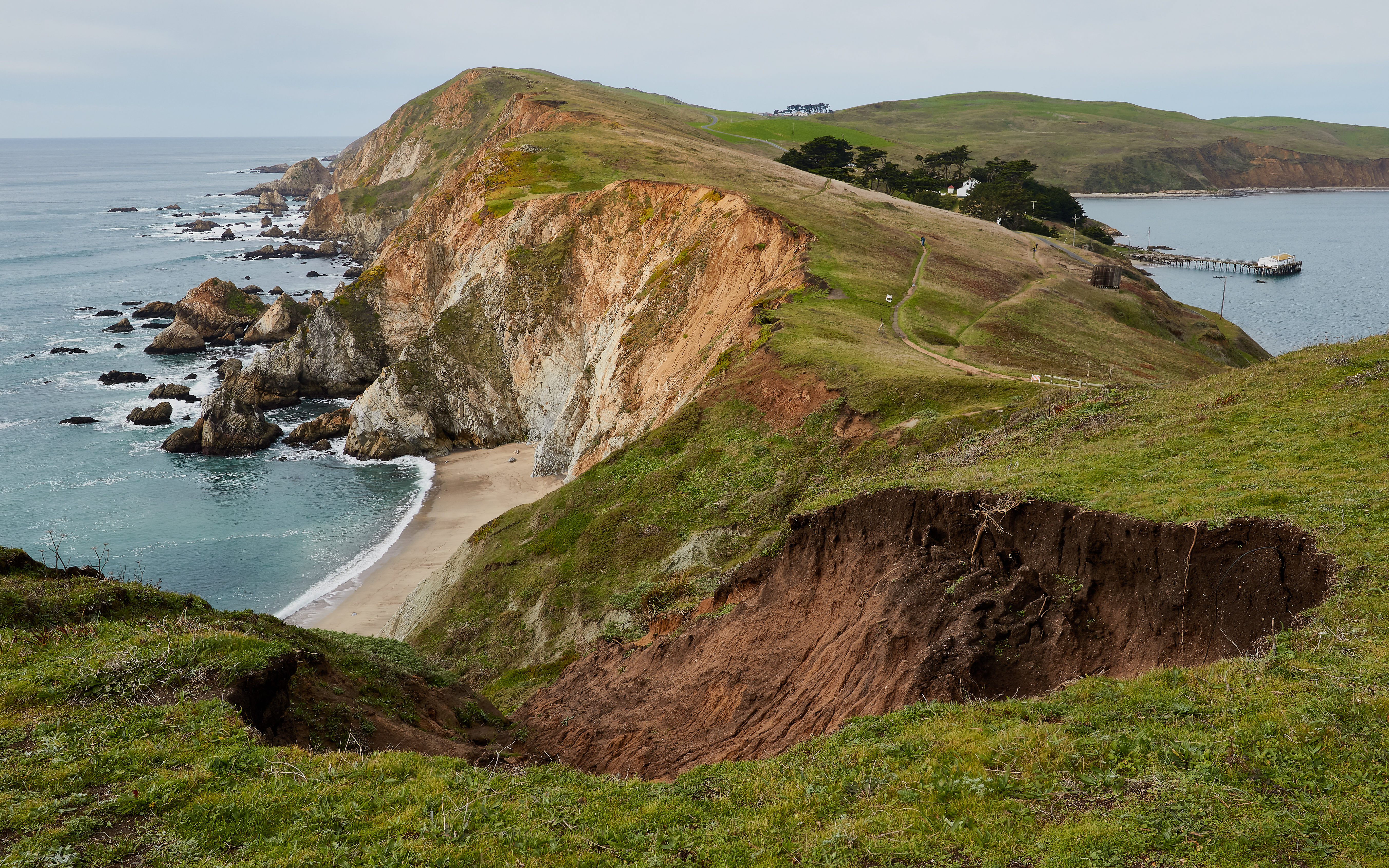
Суходіл між водоймами на Національне узбережжя США Пойнт Рейес

Суході́л, су́ша — частина земної поверхні, що не вкрита морями й океанами (материки й острови). До суходолу не належать внутрішні водойми: озера й водосховища. Загальна площа суші на Землі — понад 149 мільйонів км² (29,2 % поверхні). У Північній півкулі займає 39 % всієї її поверхні, у Південній — 19 %. Середня висота над рівнем моря — 875 метрів, максимальна — 8 848 м (Джомолунгма). Земна поверхня майже повністю вкрита реголітом, шаром гірських порід, ґрунту та мінералів, який утворює зовнішню частину земної кори. Суходіл відіграє важливу роль у кліматичній системі Землі, беручи участь у кругообігу вуглецю, азоту та води. Одна третина суходолу вкрита деревами, інша третина використовується для сільського господарства, а одна десята вкрита постійним снігом і льодовиками. Решту складають пустелі, савани та прерії.
Рельєф суходолу дуже різноманітний і складається з гір, пустель, рівнин, плато, льодовиків та інших форм рельєфу. У фізичній геології суходіл поділяється на дві основні категорії: гірські хребти та відносно плоскі внутрішні території, які називаються кратонами. Обидва утворюються протягом мільйонів років через тектоніку плит. Потоки, основна частина кругообігу води на Землі, формують ландшафт, вирізають скелі, транспортують осадочну породу та поповнюють ґрунтові води. На великих висотах або високих широтах, сніг ущільнюється та перекристалізується протягом сотень або тисяч років, утворюючи льодовики, які можуть бути настільки важкими, що викривляють земну кору. Близько 30 відсотків суходолу має сухий клімат, тому що в таких регіонах випаровується більше води, ніж надходить з опадами. Вітри створюються теплим повітрям, що піднімається вгору, хоча обертання Землі та нерівномірний розподіл сонячного тепла також відіграють певну роль.
Суходіл зазвичай визначається як тверда суха поверхня Землі. Слово «суходіл» також може вживатися для позначення ґрунтових покровів, річок, мілководних озер, природних ресурсів, неморської фауни та флори (біосфери), нижніх частин атмосфери (тропосфери), запасів підземних вод та фізичних результатів людської діяльності на землі, таких як архітектура та сільське господарство. Межа між сушею та морем називається узбережжям:625.
Хоча сучасні наземні рослини і тварини еволюціонували від водних істот, перше клітинне життя Землі, ймовірно, виникло на суші[джерело?]. Виживання на суші залежить від прісної води з річок, струмків, озер і льодовиків, які складають лише три відсотки води на Землі. Переважна більшість людської діяльності протягом історії відбувалася на придатних для життя територіях землі, які роблять можливим сільське господарство та мають різноманітні природні ресурси. В останні десятиліття вчені та політики наголошували на необхідності більш сталого управління землею та її біосферою за допомогою таких заходів, як відновлення деградованого ґрунту, збереження біорізноманіття, захист видів, що знаходяться під загрозою зникнення та вирішення проблеми зміни клімату[джерело?].

## Фізичні науки
Науку про Землю та її історію в цілому називають географією. Мінералогія — наука про мінерали, а петрологія — про гірські породи. Ґрунтознавство — це наука про ґрунти, яка охоплює піддисципліни педології, яка зосереджується на ґрунтоутворенні, та едафології, яка зосереджується на зв'язку між ґрунтом і життям.

### Формування

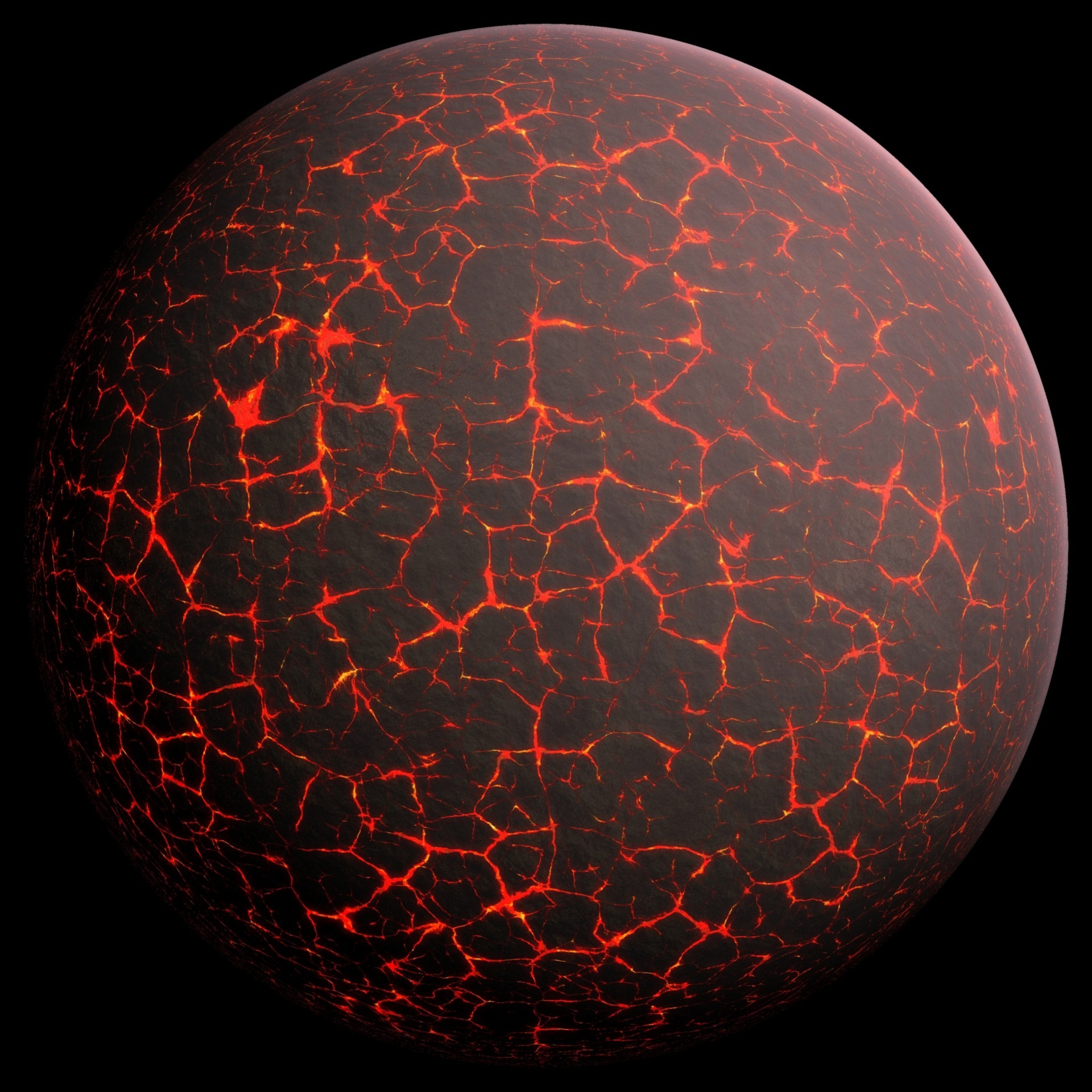
Художнє уявлення про перший еон геологічної історії Землі

Найдавніша речовина, знайдена у Сонячній системі, датована 4.5672±0.0006 мільярдів років тому; отже сама Земля, ймовірно, утворилася шляхом акреції приблизно в цей час. Формування та еволюція тіл Сонячної системи відбувалися разом із Сонцем. Згідно з однією з гіпотез, через гравітаційний колапс від туманності відділяється частина молекулярної хмари, яка починає обертатися і сплющуватися в навколозоряний диск, з якого потім утворюються планети (разом із зіркою). Туманність містить газ, крупинки льоду та пил (включаючи первинні нукліди). У небулярній гіпотезі, планетезималі починають формуватися, коли тверді частки утворюються спочатку внаслідок зчеплення, а потім під дією гравітації. Початкове формування Землі тривало 10–20 млн років. Формування первісної Землі завершилося 4.54±0.04 мільярдів років тому.
Атмосфера та океани Землі утворилися в результаті вулканічної діяльності та виділення газів, що включало водяну пару. Походження світового океану зумовлено конденсацією, доповненою водою та льодом, доставленими астероїдами, протопланетами та кометами. У цій моделі атмосферні «парникові гази» утримували океани від замерзання, в той час як новоутворене Сонце мало лише 70 % яскравості. 3.5 мільярдів років тому з'явилося магнітне поле Землі, яке допомогло запобігти здуванню атмосфери сонячним вітром. Атмосфера та океани Землі безперервно формують суходіл, розмиваючи та переносячи тверді речовини на поверхню.
Земна кора утворилася, коли розплавлений зовнішній шар планети Земля охолоджувався, утворюючи тверду масу завдяки дії накопиченої водяної пари в атмосфері. Після того як земля стала здатною підтримувати життя, біорізноманіття розвивалося протягом сотень мільйонів років, постійно розширюючись, за винятком випадків, коли цей процес переривався масовими вимираннями.
Дві моделі, які пояснюють створення суходолу, припускають або постійне зростання до сучасних форм або, більш ймовірно, швидке зростання на початку історії Землі, після якого слідує тривалий період континентальної стабільності. Континенти утворюються внаслідок тектоніки плит, процесу, який, зрештою, зумовлений постійним надходженням тепла з надр Землі. У масштабах сотень мільйонів років, суперконтиненти тричі формувалися та розпадалися. Близько 750 мільйонів років тому один із найдавніших відомих суперконтинентів, Родинія, почав розпадатися на частини. Пізніше, 600–540 мільйонів років тому, континенти зійшлися, утворивши суперконтинент Паннотію, а потім, нарешті, Пангею, яка також розділилася на частини 180 мільйонів років тому.

### Масиви суші і континенти

Анімована карта, на якій показано масиви суші за різними моделями.

Суцільна ділянка суші, оточена океаном, називається материком. . На Землі є чотири основні материки[ненейтрально]: Афроєвразія, Америка, Антарктида і Австралія, які поділяють на континенти. Зазвичай виділяють до семи континентів, хоча точна кількість залежить від культурних особливостей того чи іншого регіону. Упорядковані від найбільшої до найменшої території, ці континенти — Азія, Африка, Північна Америка, Південна Америка, Антарктида, Європа та Австралія.

### Рельєф

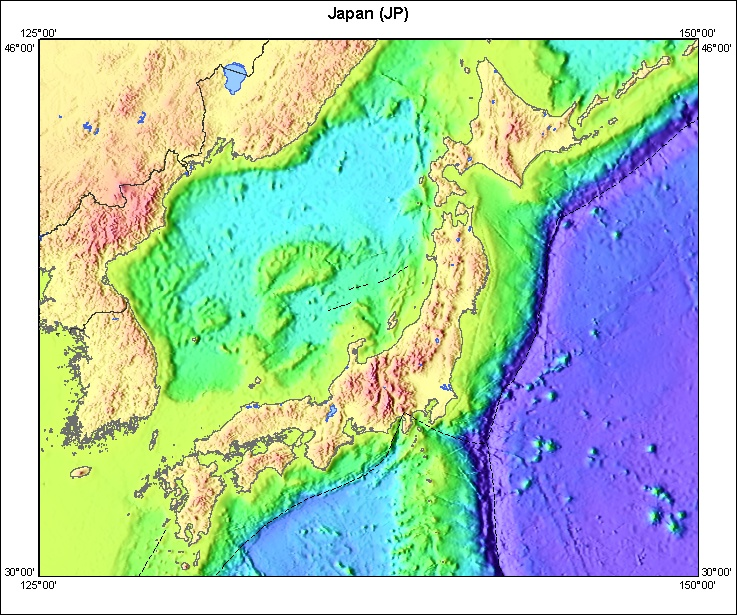
Топографічна карта Японії, що показує висоту місцевості.

Рельєф описує ділянку землі та її особливості, або форму. Він впливає на подорожі, створення карт, екосистеми, потік та розподіл поверхневих вод. На великій території рельєф може впливати на клімат і погодні умови. Рельєф регіону значною мірою визначає його придатність для поселення: більш плоскі алювіальні рівнини, як правило, мають кращі сільськогосподарські ґрунти, ніж круті, скелясті нагір'я.
Розрізняють висоту над рівнем моря, яка визначається як вертикальна відстань між об'єктом і рівнем моря, і висоту, яка визначається як вертикальна відстань від об'єкта до поверхні Землі. Висота поверхні Землі над рівнем моря знаходиться в діапазоні від найнижчої точки −418 м на березі Мертвого моря, до максимального значення 8848 м на вершині гори Еверест. Середня висота суходолу над рівнем моря становить приблизно 797 м, причому 98.9 % суходолу розташовано над рівнем моря.
Рельєф описує різницю у висоті в межах ландшафту; наприклад, рівнинна місцевість матиме «рівнинний рельєф», тоді як місцевість із великою різницею висот між найвищою та найнижчою точками вважатиметься «гірським рельєфом». Більша частина суходолу має відносно рівнинний рельєф. Різниця у висоті між двома точками місцевості називається схилом або градієнтом. Топографічна карта — це форма картографії місцевості, яка зображує місцевість з точки зору її висоти, нахилу та орієнтації форм рельєфу. Топографічна карта містить виразні ізолінії, які з'єднують точки однакової висоти, тоді як перпендикулярні лінії схилу вказують у напрямку найкрутішого схилу. Гіпсометричні кольори розміщуються між контурними лініями, щоб вказати висоту відносно рівня моря.
Різниця між височиною, або нагір'ям і низовиною є важливою в кількох галузях науки про Землю. В екології річок «нагорні» річки є швидкими та холоднішими, ніж «низинні» річки, що заохочує різні види риб та інших водних диких тварин жити в цьому середовищі. Наприклад, поживних речовин більше в низинних річках з повільною течією, що сприяє росту там різних видів водних рослин. Термін «нагір'я» також використовується в екології водно-болотних угідь, де «високогірні» рослини вказують на територію, яка не є водно-болотною місцевістю. Крім того, термін вересове пустище відноситься до високогірних біомів скреба з кислими ґрунтами, тоді як пустищі — це низинні чагарники з кислими ґрунтами.

### Геоморфологія
Геоморфологія відноситься до вивчення природних процесів, які формують поверхню суші, створюючи форми рельєфу:3. Ерозія та тектоніка, виверження вулканів, повіді, вивітрювання, зледеніння, ріст коралових рифів і падіння метеоритів є процесами, які постійно змінюють форму поверхні Землі протягом геологічного часу.
Ерозія переносить одну частину землі до іншої за допомогою природних процесів, таких як вітер, рух води та льоду, та гравітація. На відміну від цього, вивітрювання сточує скелі та іншу тверду землю, не переносячи їх в інше місце:210–211. Природні ерозійні процеси зазвичай займають багато часу, щоб спричинити помітні зміни в ландшафті, наприклад, Великий каньйон був утворений протягом останніх 70 мільйонів років річкою Колорадо, яка, за оцінками вчених, продовжує розмивати каньйон на 0,3 метра кожні 200 років. Слід зазначити, що людська діяльність спричинила ерозію в 10-40 разів швидшу, ніж природна ерозія, в результаті чого половина верхнього шару ґрунту на поверхні Землі була втрачена протягом останніх 150 років.
Тектоніка плит відноситься до теорії, згідно з якою літосфера Землі поділена на «тектонічні плити», які рухаються над мантією:66. Це призводить до дрейфу континентів, коли континенти рухаються відносно один одного. У 1912 році вчений Альфред Вегенер вперше висунув гіпотезу про дрейф континентів. Інші дослідники поступово розвинули його ідею протягом 20-го століття в широко визнану сьогодні теорію тектоніки плит.
Кілька ключових характеристик визначають сучасне розуміння тектоніки плит. Місце, де стикаються дві тектонічні плити, називається межею зіткнення плит, при цьому різні типи границь характеризуються різними геологічними явищами. Наприклад, на границях розбіжних плит зазвичай спостерігається поширення морського дна:74–75, на відміну від зон субдукції конвергентних границь або трансформних розломів:78–80.
Землетруси та вулканічна активність поширені на всіх типах границь. Вулканічна активність стосується будь-якого розриву на поверхні Землі, де магма виходить назовні, перетворюючись на лаву:170–172. Вогняне коло, що містить дві третини вулканів світу та понад 70 % сейсмологічної активності Землі, охоплює межі плит, що оточують Тихий океан:68:409–452.

### Клімат

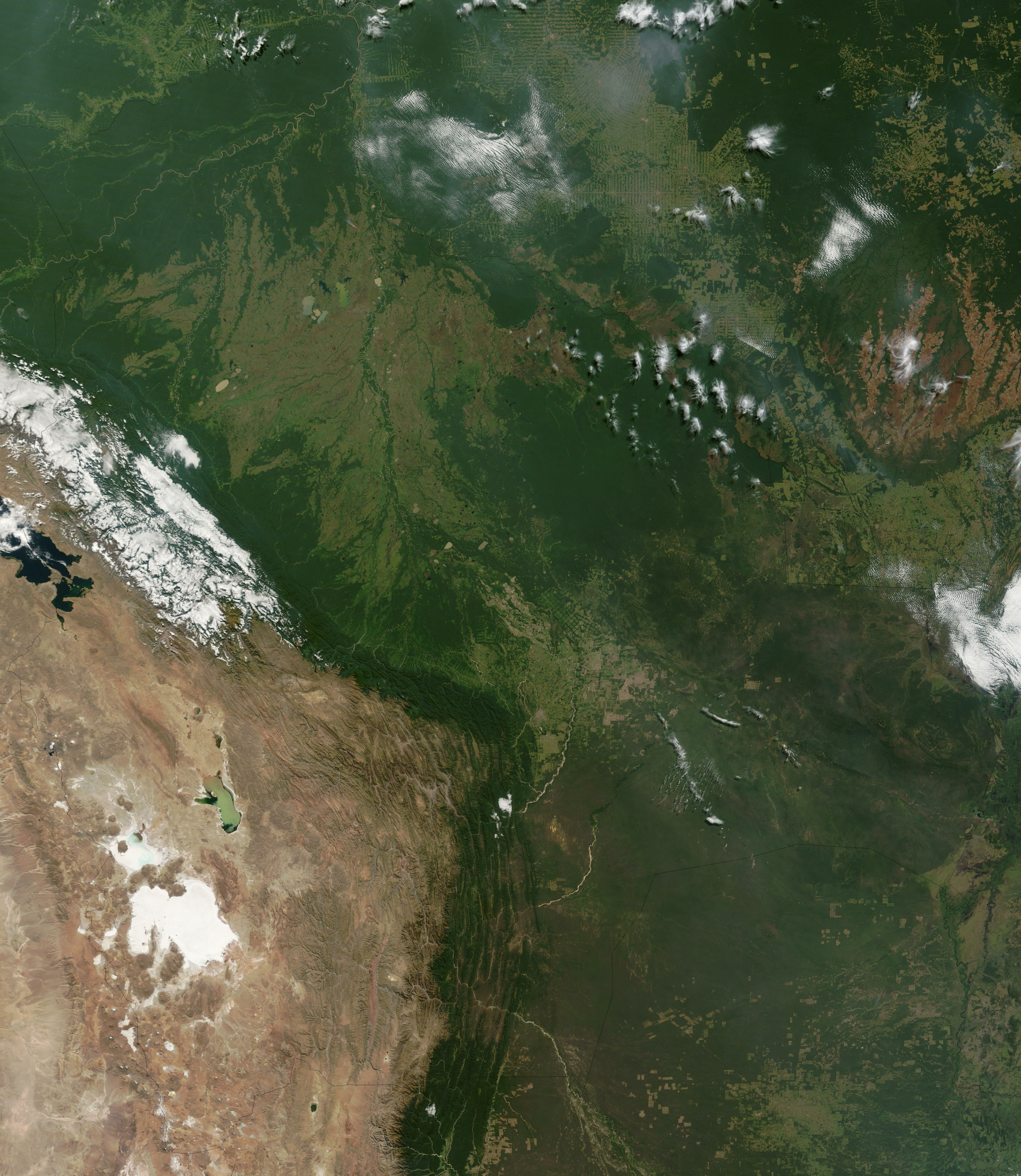
Анди створюють дощову тінь, відокремлюючи вологий басейн Амазонки від посушливого Альтіплано.

Суходіл взаємодіє з кліматом і має на нього значний вплив, оскільки поверхня землі нагрівається й охолоджується швидше, ніж повітря чи вода. Широта, висота, рельєф, відбиваюча здатність і землекористування мають різний вплив на клімат. Широта впливатиме на те, скільки сонячного випромінювання досягає поверхні. Високі широти отримують менше сонячної радіації, ніж низькі широти. Рельєф землі відіграє важливу роль в створенні та трансформації повітряних потоків та опадів. Великі форми рельєфу, такі як гірські хребти, можуть відхиляти енергію вітру і робити повітряні потоки менш щільними, а отже, здатними утримувати менше тепла. Коли повітря піднімається, цей охолоджуючий ефект викликає конденсацію та випадання опадів.
Різні типи ґрунтового покриву впливатимуть на альбедо землі, частку сонячної радіації, яка відбивається, а не поглинається та передається Землі. Рослинність має відносно низьке альбедо, що означає, що рослинні поверхні добре поглинають сонячну енергію. Ліси мають альбедо 10–15 відсотків, тоді як поля мають альбедо 15–20 відсотків. Для порівняння, піщані пустелі мають альбедо 25–40 відсотків.
Використання суходолу людьми також відіграє певну роль у регіональному та глобальному кліматі. Густонаселені міста є теплішими і вони створюють міські теплові острови, які впливають на кількість опадів, хмарний покрив і температуру регіону.

## Форми рельєфу
Форми рельєфу — це природні або створені людиною особливості суходолу. Форми рельєфу разом складають певну територію, а їх розташування в ландшафті називається топографією. Форми рельєфу включають пагорби, гори, каньйони та долини, а також елементи берегової лінії, такі як затоки, миси півострови півостріви.

### Узбережжя та острови

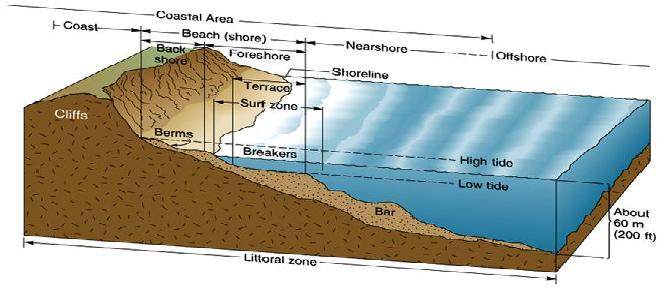
Спрощена схема прибережної зони, яка включає узбережжя та прилеглі води

Берегова лінія є межею між сушею та океаном. Вона змінюється щодня з припливами та відпливами і протягом тривалих періодів часу, коли рівень моря змінюється. Берег простягається від лінії відливу до найвищої висоти, якої можуть досягти штормові хвилі, а узбережжя простягається вглиб суходолу до точки, де пов'язані з океаном елементи більше не видно:625–626.
Коли земля вступає в контакт з водоймами, вона, швидше за все, вивітрюється та еродує. На вивітрювання берегової лінії можуть впливати припливи, викликані змінами сил тяжіння на великих водоймах:352–353. Точну довжину берегової лінії Землі неможливо визначити через парадокс берегової лінії. Згідно з Всесвітньою книгою фактів, довжина берегової лінії становить близько 356 000 км, тоді як, згідно з даними Інституту світових ресурсів, вона становить 1 634 701 км.
Узбережжя є важливими зонами в природних екосистемах, часто домівкою для широкого спектру біорізноманіття. На суходолі вони містять важливі екосистеми, такі як прісноводні або лиманні водно-болотні угіддя, які важливі для популяції птахів та інших наземних тварин. У районах, захищених від хвиль, вони містять солоні болота, мангрові зарості або морські трави, які можуть забезпечити середовище для розпліднення для риб, водних безхребетних та інших водних видів. Скелясті узбережжя зазвичай розташовані вздовж відкритих берегів і є середовищем існування для великої кількості нерухомих тварин (наприклад, мідій, морських зірок, вусоногих) і різних видів морських водоростей. Уздовж тропічного узбережжя з чистою водою, небагатою поживними речовинами, коралові рифи часто можна знайти на глибині 1–50 метрів.
Відповідно до атласу Організації Об'єднаних Націй, 44 % усіх людей живуть у межах 150 км від моря. Через своє значення для суспільства та високу концентрацію населення узбережжя має важливе значення для основних частин глобальної продовольчої та економічної системи; узбережжя надає людству багато екосистемних послуг. Наприклад, важлива людська діяльність відбувається в портових містах. Прибережне рибальство (комерційне, рекреаційне та рибальство для власних потреб) та аквакультура є основними видами економічної діяльності та створюють робочі місця, засоби до існування та білок для більшості людей, які живуть поблизу узбережжя. Інші прибережні території, такі як пляжі та морські курорти приносять приносять значні доходи від туризму. Морська прибережна екосистема також може забезпечити захист від підвищення рівня моря та цунамі. У багатьох країнах мангрові ліси є основним джерелом деревини для палива (наприклад, деревного вугілля) і будівельних матеріалів. Прибережні екосистеми, такі як мангрові зарості та морські трави, мають набагато вищу здатність до поглинання вуглецю ніж багато наземних екосистем, і можуть відігравати вирішальну роль у найближчому майбутньому, допомагаючи пом'якшити наслідки зміни клімату шляхом поглинання атмосферного антропогенного вуглекислого газу.
Острів — ізольована частина суходолу, оточена з усіх сторін водою:xxxi, тоді як архіпелаг — це ланцюг островів. Чим менше острів, тим більший відсоток його суші прилягає до води, і відповідно буде вважатися узбережжям. Острови можуть утворюватися різними процесами. Наприклад, Гавайські острови, хоч і не розташовані поблизу межі плит, були утворені ізольованою вулканічною діяльністю:406. Атоли — це острови в формі кільця з коралів, які утворюються, коли опускання призводить до того, що острів занурюється під поверхню океану та залишає навколо нього кільце рифів:69.

### Гори та плато

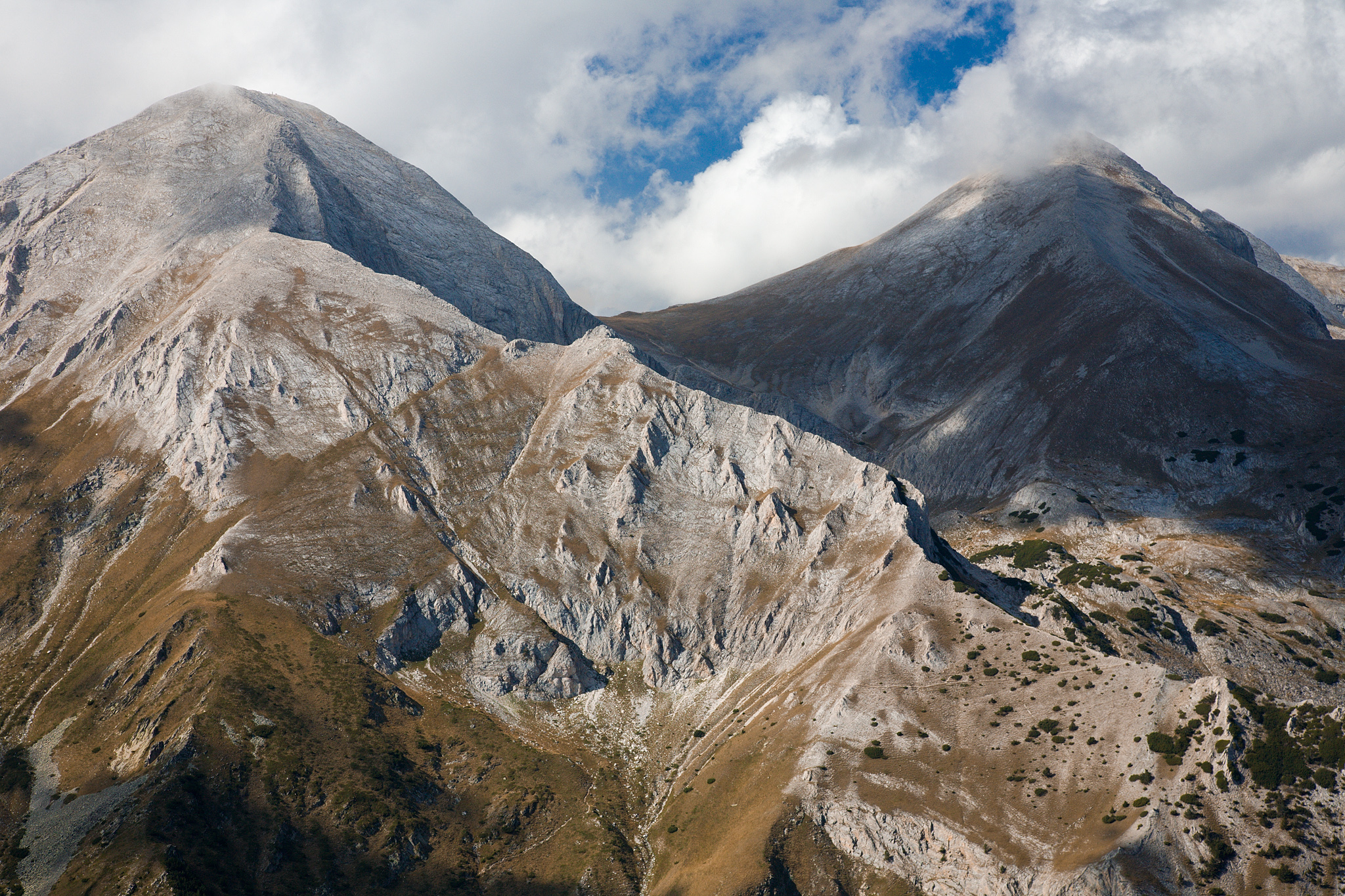
Пірін, гірський масив у Болгарії.

Гори — це форми рельєфу, які зазвичай підносяться щонайменше на 300 метрів вище за навколишню місцевість. Формування гірських хребтів називається орогенезом і є результатом тектоніки плит:448–449. Наприклад, гори можуть утворюватися в результаті зіткнень, коли одна плита штовхається об іншу під час зіткнення плит, що призводить до підйому земної кори:454–460, або в результаті руху вбік або вниз, коли земна кора штовхається в мантію, плавиться, піднімається через свою низьку щільність і застигає в тверду породу, потовщуючи шар кори:449–453.
Плато, яке також називають високогірною рівниною або нагір'ям, — це ділянка високогір'я, що складається з плоскої місцевості, яка різко піднімається над навколишньою територією принаймні з одного боку, утворюючи круті скелі або уступи:99. Плато може створювати вулканічна діяльність, така як підняття магми та екструзія лави, або ерозія гір, спричинена водою, льодовиками чи еоловими процесами. Плато класифікуються відповідно до навколишнього середовища як міжгірські, передгірні або континентальні. Деякі плато можуть мати невелику плоску вершину, тоді як інші мають широку вершину. Останці є найменшими за розміром з менш екструзивними та більш інтрузивними виверженими породами; плато або високогір'я є найширшими; а «столові гори» — це плато загального розміру з горизонтальними шарами корінних порід.

### Рівнини і долини

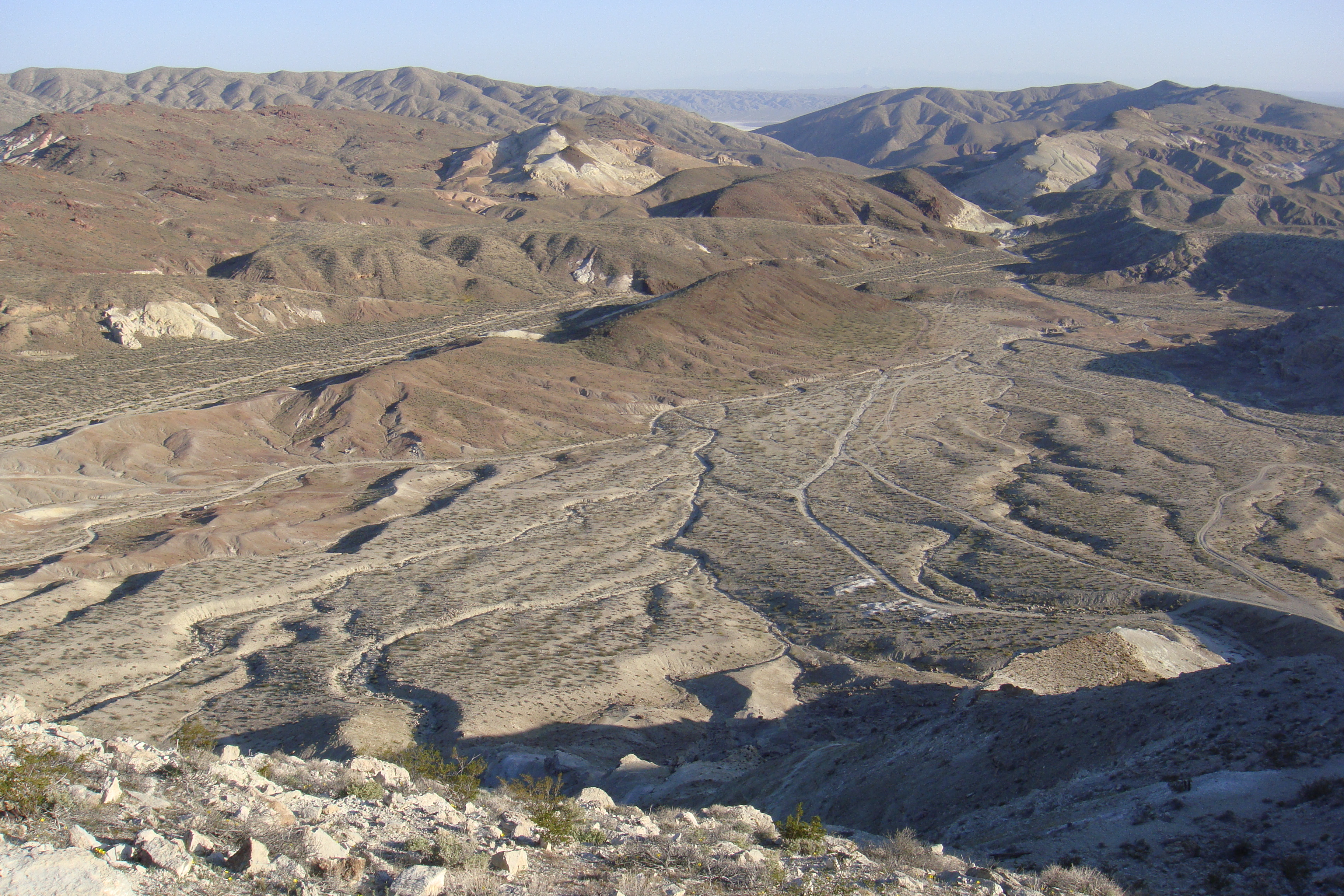
Невелика Прорізка річкою алювіальна рівнина в Державний парк Ред Рок Каньйон (Каліфорнія).

Широкі рівні ділянки суші називаються рівнинами, вони охоплюють більше однієї третини площі суші. Коли вони виникають у вигляді знижених ділянок між горами, вони можуть створювати долини, каньйони або ущелини та яри. Плато можна розглядати як піднесену рівнину. Рівнини, як відомо, мають родючі ґрунти та важливі для сільського господарства через їх рівнинність, яка підтримує ріст трав, придатних для худоби, і сприяє збиранню врожаю. Заплави забезпечували сільськогосподарські угіддя для деяких із найдавніших цивілізацій. Ерозія часто є основною рушійною силою для створення рівнин і долин, при цьому рифтові долини є помітним винятком. Фіорди — це льодовикові долини, які можуть мати глибину тисячі метрів і виходити до моря.

### Печери і кратери
Будь-яка природна порожнеча в землі, яку може відвідати людина, називається печерою. З самого початку людства вони відігравали важливу роль як місце притулку для людей.
Кратери — це поглиблення в землі, які, на відміну від печер, не надають притулку і не простягаються під землю. Існує багато видів кратерів, таких як ударні кратери, вулканічні кальдери та ізостатичні западини, як-от у Гренландії. Карстові процеси можуть створювати як карстові печери, найбільш поширений тип печер, так і кратери, як це видно на прикладі карстових лійок.

## Шари
Педосфера — це зовнішній шар континентальної поверхні Землі, який складається з ґрунту та зазнає процесів ґрунтоутворення. Нижче літосфера охоплює як земну кору, так і самий верхній шар мантії. Літосфера лежить, або «плаває», на верхній частині мантії під нею завдяки ізостазії:463. Над твердою поверхнею тропосферу та землекористування людиною можна вважати шарами землі.

### Ґрунтовий покрив

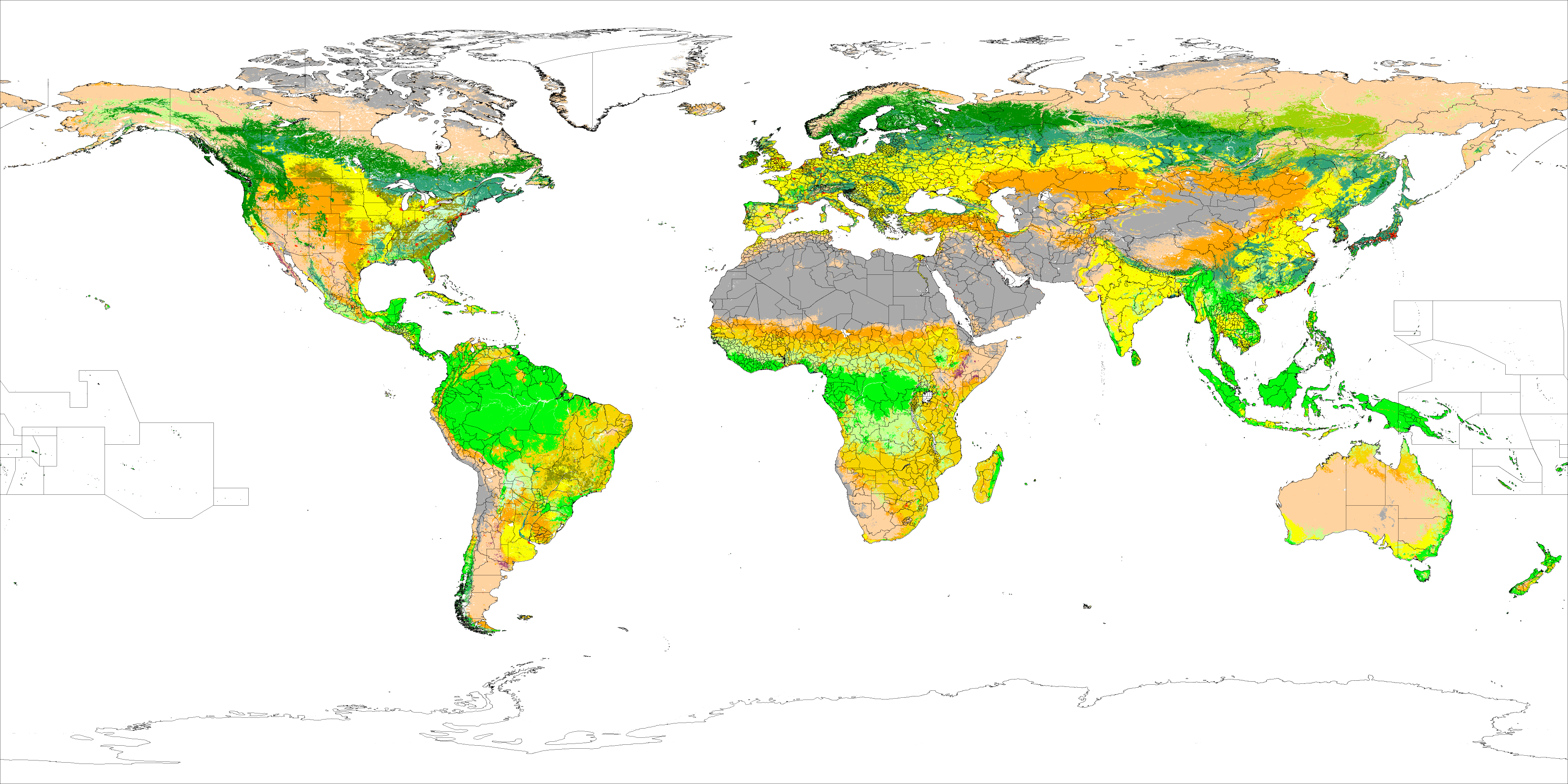
Ґрунтовний покрив класифікований Міжнародна програма Геосфера-Біосфера на 17 класів

Ґрунтовий покрив стосується матеріалу, який фізично присутній на поверхні землі, наприклад культур дерев і трав, неродючої землі та ділянок, вкритих чагарниками. Штучні поверхні (включаючи міста) становлять близько третини відсотка всієї землі. Землекористування — виділення землі людиною для різних цілей, включаючи землеробство, тваринництво та відпочинок (наприклад, національні парки); у всьому світі існує приблизно 16,7 млн. кв. км орних угідь і 33,5 млн. кв. км пасовищ.
Виявлення зміни ґрунтового покриву за допомогою дистанційного зондування та геопросторових даних надає базову інформацію для оцінки впливу зміни клімату на середовища проживання та біорізноманіття, а також природні ресурси в цільових районах. Виявлення змін ґрунтового покриву та картування є ключовим компонентом міждисциплінарної науки про зміни ґрунту, яка використовує його для визначення наслідків зміни ґрунту на клімат. Моделювання зміни земель використовується для прогнозування та аналізу змін у земельному покриві та його використанні.

### Ґрунт

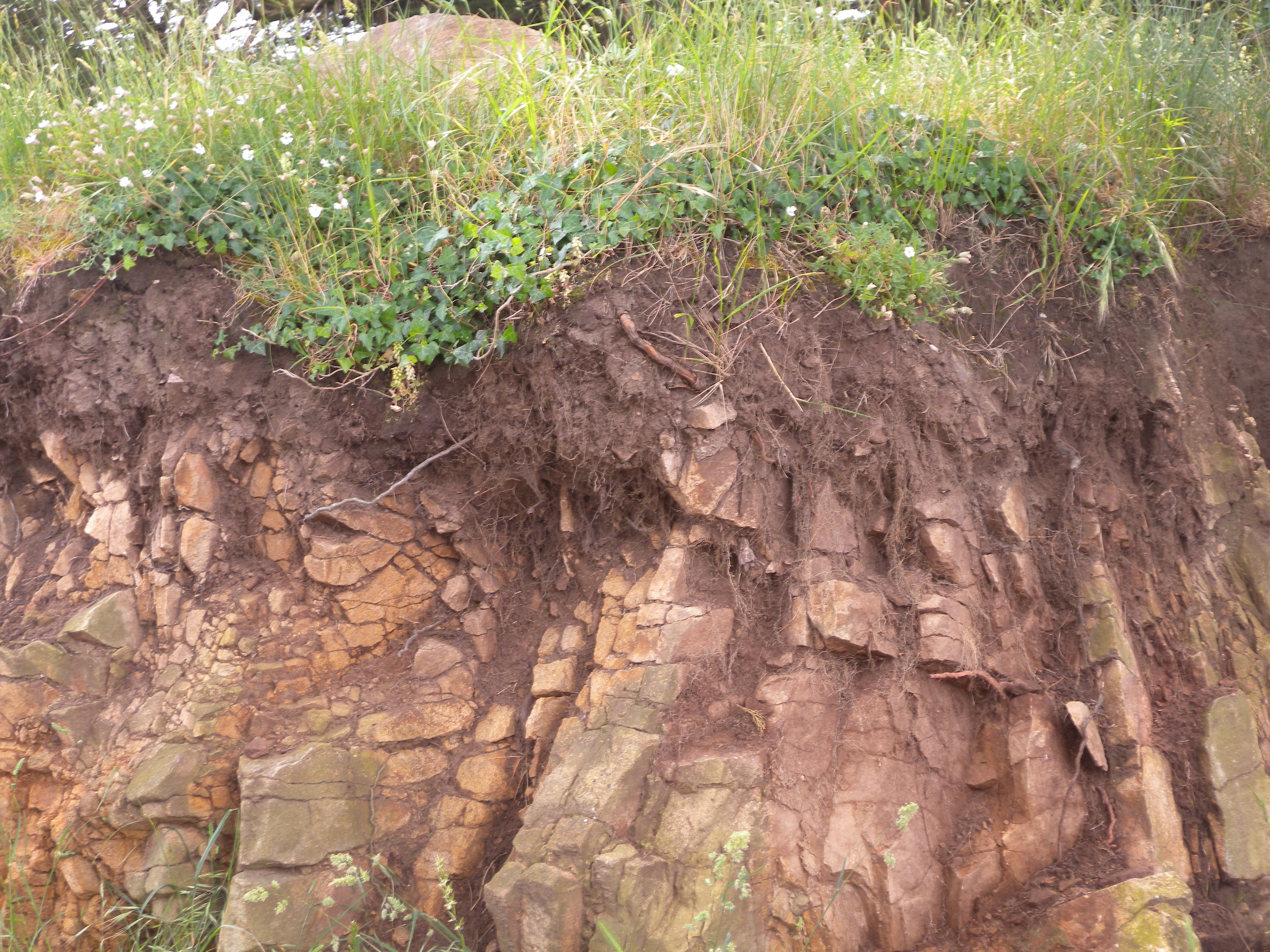
Поперечний розріз Ранкерні ґрунти з рослинами та виступаючими корінням у верхній частині

Ґрунт — це суміш органічних речовин, мінералів, газів, рідин, і організмів, які разом підтримують життя. Ґрунт складається з твердої фази мінералів і органічної речовини (ґрунтова матриця):222, а також пористої фази, яка утримує гази (ґрунтова атмосфера) і воду (ґрунтовий розчин). Відповідно, ґрунт є системою з трьох станів твердих тіл, рідин і газів. Ґрунт є продуктом кількох факторів: впливу клімату, рельєфу (висоти, орієнтації та нахилу місцевості), організмів і материнської породи (первісних мінералів), які взаємодіють протягом часу. Ґрунт постійно розвивається через численні фізичні, хімічні та біологічні процеси, які включають вивітрювання та ерозію:148–150.
Враховуючи його складність і сильну внутрішню зв'язаність, екологи ґрунту розглядають ґрунт як екосистему. Ґрунт діє як інженерний матеріал, середовище існування ґрунтових організмів, система переробки поживних речовин і органічних відходів, регулятор якості води, модифікатор складу атмосфери та середовище для росту рослин, що робить його критично важливим постачальником екосистемних послуг. Оскільки ґрунт має величезний діапазон доступних ніш і середовищ існування, він містить помітну частину генетичного різноманіття Землі. Грам ґрунту може містити мільярди організмів, які належать до тисяч видів; в основному це мікроорганізми і вони значною мірою ще не досліджені.
Ґрунт є основним компонентом екосистеми Землі. Процеси, що відбуваються в ґрунті, впливають на екосистеми світу далекосяжними способами, починаючи від виснаження озонового шару та глобального потепління до знищення тропічних лісів і забруднення води. Стосовно кругообігу вуглецю, на Землі, ґрунт діє як важливий резервуар вуглецю і потенційно реагує найбільше на вплив людини та зміну клімату. Було передбачено, що в міру нагрівання планети ґрунти будуть виділяти вуглекислий газ в атмосферу через підвищення біологічної активності при вищих температурах, як позитивний зворотний зв'язок (посилення). Однак це передбачення було поставлено під сумнів з огляду на новіші знання про оборот вуглецю в ґрунті.

### Континентальна земна кора

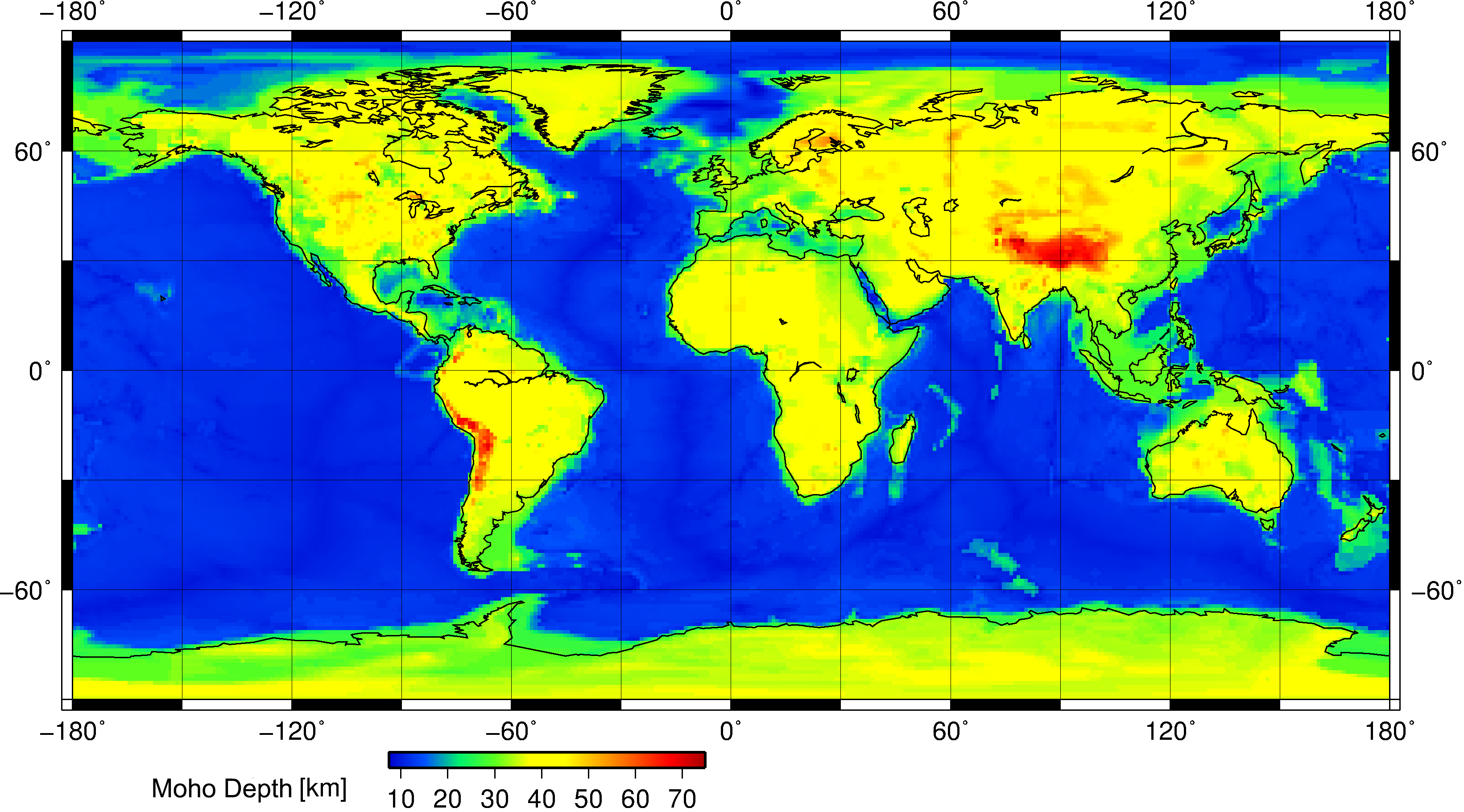
Карта глибини розриву Мохоровичича від рівня поверхні із зазначенням товщини земної кори.

Континентальна кора — це шар магматичних, осадових і метаморфічних порід, який утворює геологічні континенти та ділянки мілкого морського дна поблизу їхніх берегів, відомі як континентальні шельфи. Цей шар іноді називають сіалом, тому що його об'ємний склад багатший силікатом алюмінію та має нижчу щільність порівняно з океанічною корою, яка має назву сима і є багатшою силікатом магнію. Зміни швидкості сейсмічних хвиль показали, що на певній глибині (розрив Конрада) існує досить різкий контраст між кислотною породою верхньої континентальної кори та нижньою континентальною корою, яка більше характеризується мафітами.
Склад суходолу неоднаковий по всій Землі, зміни складу ґрунту простежуються між різними місцями, а також між шарами в одному місці. Найбільш визначні компоненти верхньої частини континентальної кори включають діоксид кремнію, оксид алюмінію та магній. Континентальна кора складається з матеріалу меншої щільності, такого як граніт магматичні породи і андезит. Менш поширеним є базальт, більш щільна вулканічна порода, яка є основною складовою океанічного дна. Осадова порода утворюється внаслідок накопичення осаду, який осідає та ущільнюється. Майже 75 % поверхні континентів вкрито осадовими породами, хоча вони утворюють приблизно 5 % земної кори.
Найпоширеніші силікатні мінерали на поверхні Землі включають кварц, польові шпати, амфіболи, слюду, піроксени і олівін. Поширені карбонатні мінерали включають кальцит (який знаходять у вапняку) і доломіт. Порода, з якої складається суходіл, товща за океанічну кору і значно різноманітніша за складом. Близько 31 % цієї континентальної кори занурено в мілководдя, утворюючи континентальні шельфи.

## Наука про життя
Суходіл надає багато екосистемних послуг, таких як пом'якшення зміни клімату, регулювання водопостачання через дренажні басейни та річкові системи та підтримка виробництва їжі. Земельні ресурси є обмеженими, тому були створені нормативні акти, призначені для захисту цих екосистемних послуг, і набір практик під назвою стале управління земельними ресурсами.

### Біоми суходолу
Біом — це територія, «яка характеризується своєю рослинністю, ґрунтом, кліматом і дикою природою». Існує п'ять основних типів біомів на суходолі: поля, ліси, пустелі, тундри та прісні води. Інші типи біомів включають чагарники, водно-болотні угіддя та полярні крижані шапки. Екосистема означає взаємодію між організмами в певному середовищі, а оселище відноситься до середовища, де живе певний вид або популяція організмів. Біоми можуть охоплювати більше ніж один континент і містити різноманітні екосистеми та середовища проживання.

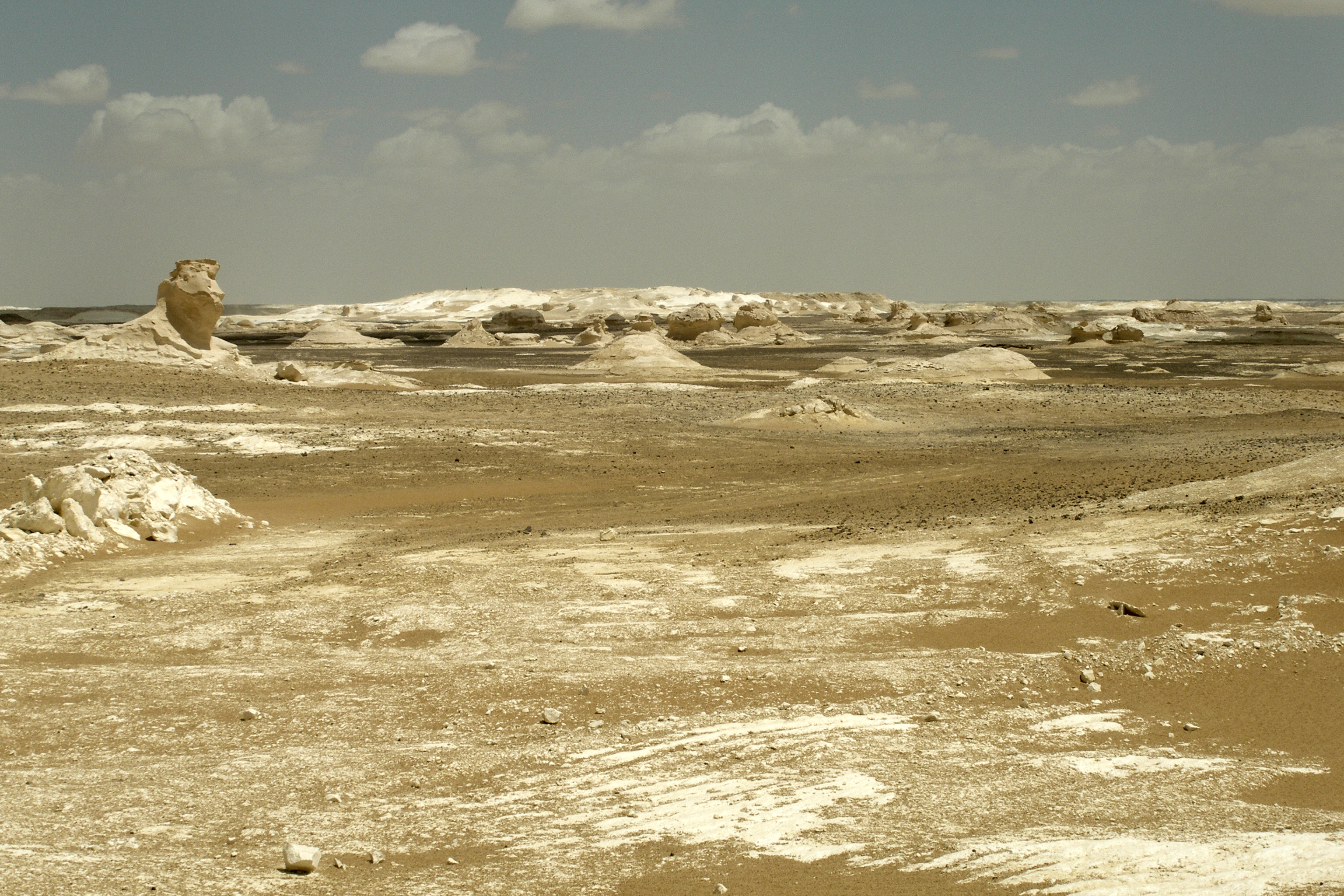
Національний парк Біла пустеля в Єгипті

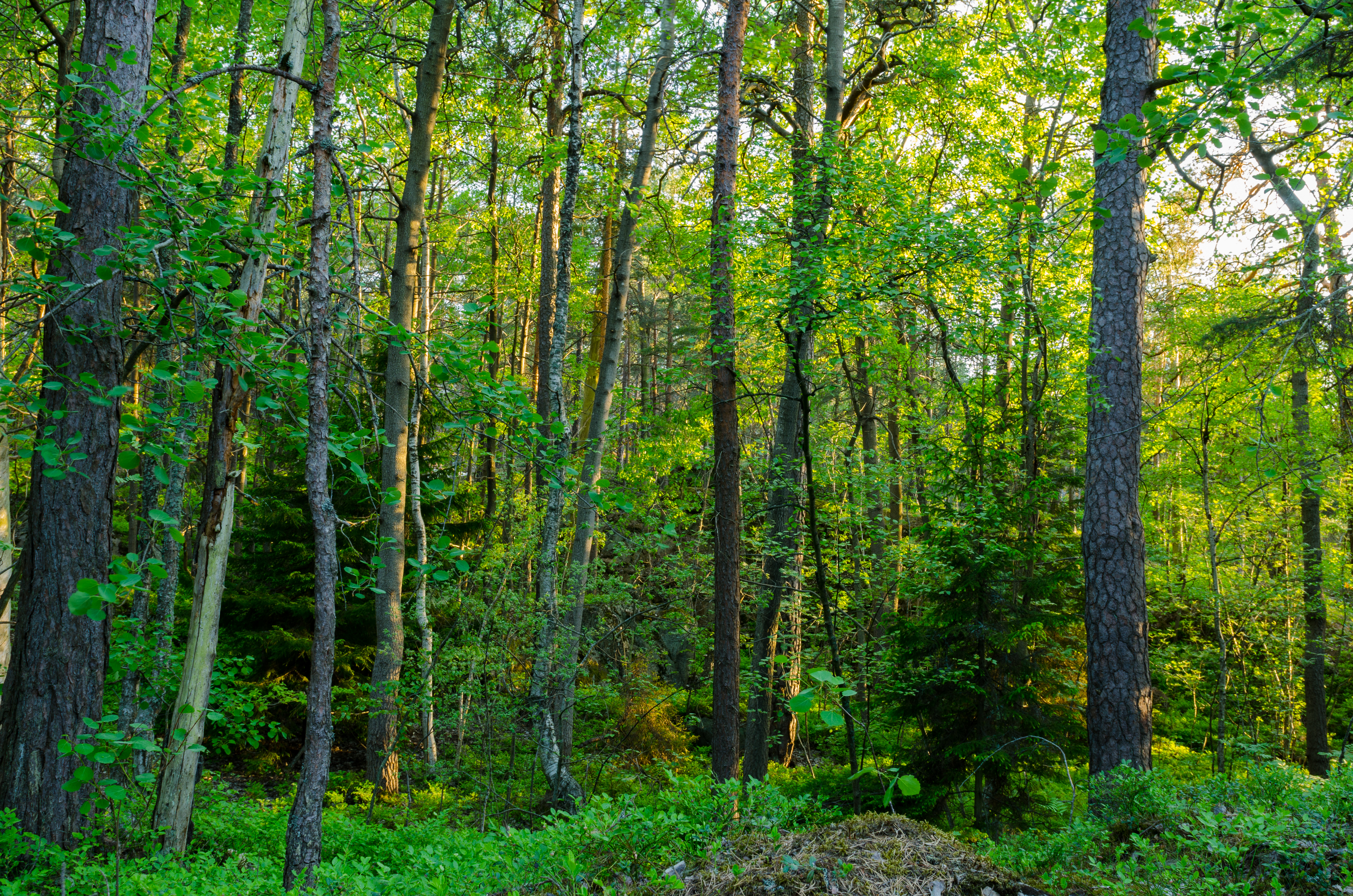
Ліс у Риссбергені, Швеція

- Пустелі мають посушливий[en] клімат, що зазвичай означає, що вони отримують менше 25 сантиметрів опадів на рік. Вони складають приблизно одну п'яту площі суходолу, зустрічаються на всіх континентах і можуть бути дуже гарячими або дуже холодними (див. полярні пустелі). Вони є домівкою для різних тварин і рослин, які еволюціонували, щоб бути стійкими до посухи. У пустелях ерозія здебільшого спричинена проточною водою, як правило, під час сильних гроз, які викликають раптові повені[en]. Пустелі розширюються через опустелювання, яке спричинене надмірним вирубуванням лісів і випасом худоби[110][3]:598–621.
- Тундра — це біом, де росту дерев заважають низькі температури та короткий вегетаційний період. Російське слово тундра походить від слова саамської мови[en] тӯндар (tūndâr), що означає «височини», «безлісий гірський масив»[111]. Три регіони мають пов'язані типи тундри: арктична тундра[112], альпійська тундра[112] та антарктична тундра[113].
- Ліс — це ділянка суходолу, на якій переважають дерева. Використовується багато визначень «лісу», включаючи такі фактори, як густота дерев, висота дерев, землекористування, правовий статус та екологічна функція. Продовольча та сільськогосподарська організація ООН визначає ліс як «землю площею понад 0,5 гектара з деревами заввишки понад 5 метрів і покриттям крони понад 10 відсотків або деревами, які можуть досягати цих значень на місці. Сюди не входять землі, які переважно використовуються в сільському або міському господарстві»[114]. Типи лісів включають тропічні ліси, листяні ліси та тайгу.
- Поля — це ділянки, де серед рослинності переважають трави (злакові). Однак на полях також можна знайти осоку і рогіз (ситникові), а також різні пропорції бобових, таких як конюшина та інші трави. Поля зустрічаються в природі на всіх континентах, крім Антарктиди, і в більшості екорегіонів Землі. Крім того, поля є одними з найбільших біомів на землі та домінують у ландшафті в усьому світі. Існують різні типи полів: природні, напівприродні та сільськогосподарські[115]. Савана — це поля з нерегулярними розрізненими деревами.

### Фауна та флора
Наземні рослини виникли із зелених водоростей і називаються ембріофітами. До них належать дерева, кущі, папороті, трави, мохи та квіти. Більшість рослин є судинними рослинами, тобто їх тканини розподіляють воду та мінерали по рослині. За допомогою фотосинтезу більшість рослин живляться сонячним світлом і водою, поглинаючи вуглекислий газ і вивільняючи кисень. Від 20 до 50 % кисню виробляється наземною рослинністю.
На відміну від рослин, наземні тварини не є монофілетичною групою, оскільки група всіх наземних тварин не включає інші родоводи, які також походять від відповідних спільних предків, але не є наземними. Це пояснюється тим, що існують організми, такі як кити, які еволюціонували від наземних ссавців назад до водного способу життя. Багато представників мегафауни минулого, таких як динозаври, що не належать до птахів, зникли від час масових вимирань, наприклад, під час четвертинного вимирання.

## Люди і суходіл
Суходіл «глибоко переплетений з людським розвитком»:21. Це важливий ресурс для виживання людини, люди залежать від суходолу для існування, і можуть розвинути сильну символічну прихильність до нього. Доступ до землі може визначати «виживання та багатство», особливо в країнах, що розвиваються, породжуючи складні владні відносини у виробництві та споживанні. Більшість світових філософій і релігій визнають обов'язок людини піклуватися про землю та природу.

### Культура

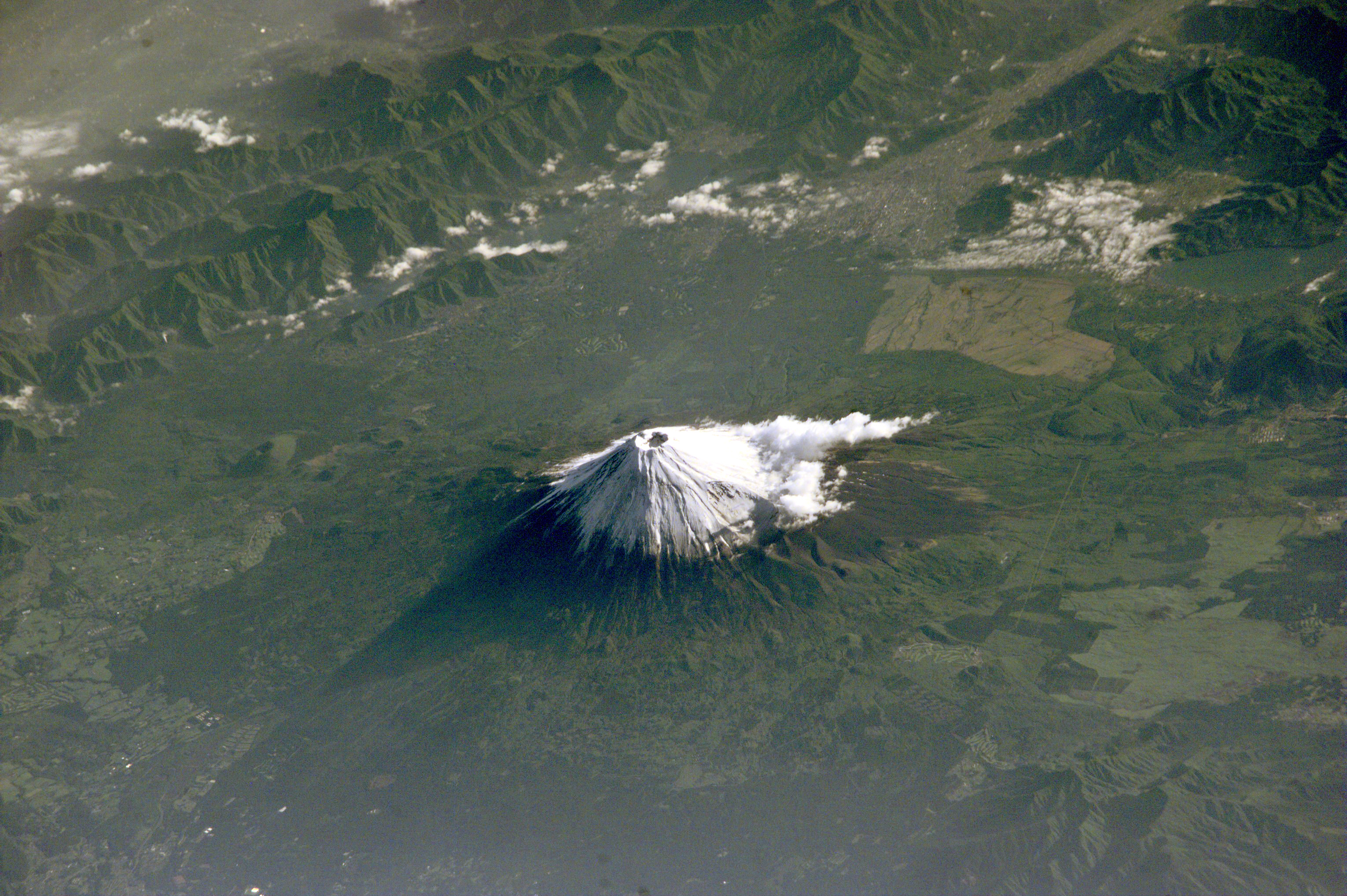
Вид на гору Фудзі на початку літа з Міжнародної космічної станції. Гора Фудзі є геологічною особливістю суходолу, яка має велике культурне та релігійне значення

Багато людей вважають суходіл джерелом «духовності, натхнення та краси». У багатьох людей також розвивається почуття приналежності до землі, особливо якщо вона також належала їхнім предкам. Різні релігії вчать про зв'язок між людьми та землею (наприклад, шанування Бгумі, уособлення Землі в індуїзмі та зобов'язання захищати землю як хіму в ісламі), і майже в кожній групі корінних народів існують етіологічні історії про землю, на якій вони живуть. Для корінних народів зв'язок із землею є важливою частиною їхньої ідентичності та культури, а деякі релігійні групи вважають певні ділянки землі священними, наприклад Святу Землю в авраамічних релігіях.
Міфи про створення світу в багатьох релігіях включають історії про створення світу надприродним божеством або божествами, включаючи розповіді про те, що суходіл відділяється від океанів і повітря. Саму Землю часто персоніфікували як божество, а точніше, богиню. У багатьох культурах богиня-мати також зображується як божество родючості. Ацтеки називали Землю Тонанцін — «наша мати»; інки називали Землю Пачамама — «мати-земля». Китайська богиня Землі Хоуту подібна до Геї, грецької богині, яка уособлює Землю. У скандинавській міфології жінка-велетень, священна божественна земля, Йорд була матір'ю Тора і дочкою Аннар. Давньоєгипетська міфологія відрізняється від інших культур тим, що Земля (Ґеб) є чоловічою постаттю, а небо (Нут) — жіночою.
Стародавні культури Близького Сходу уявляли світ як плоский диск землі, оточений океаном. Тексти пірамід і тексти саркофагів показують, що стародавні єгиптяни вірили, що Нун (океан) був круглим тілом, яке оточувало nbwt (термін, що означає «суха земля» або «острови»). Танах, спираючись на інші ідеї Близького Сходу, зображує Землю як плоский диск, що плаває на воді, з іншим водним простором над ним. Подібну модель можна знайти в описі Гомера 8 століття до нашої ери, в якому «Океанос, персоніфікована водойма, що оточує круглу поверхню Землі, є творцем усього життя і, можливо, всіх богів».
Те, що Земля має сферичну форму, припускали ранні грецькі філософи, переконання яких підтримував Піфагор. Всупереч поширеній думці, більшість освічених людей Середньовіччя не вірили, що Земля плоска: цю помилкову думку часто називають «міфом про плоску Землю». Як свідчать такі мислителі, як Тома Аквінський, на той час європейська віра в сферичну Землю була широко поширеною. До першого навколосвітнього плавання та початку космічних польотів віра в сферичну Землю ґрунтувалася на спостереженнях вторинних ефектів форми Землі та аналогії із формою інших планет.

### Подорожі

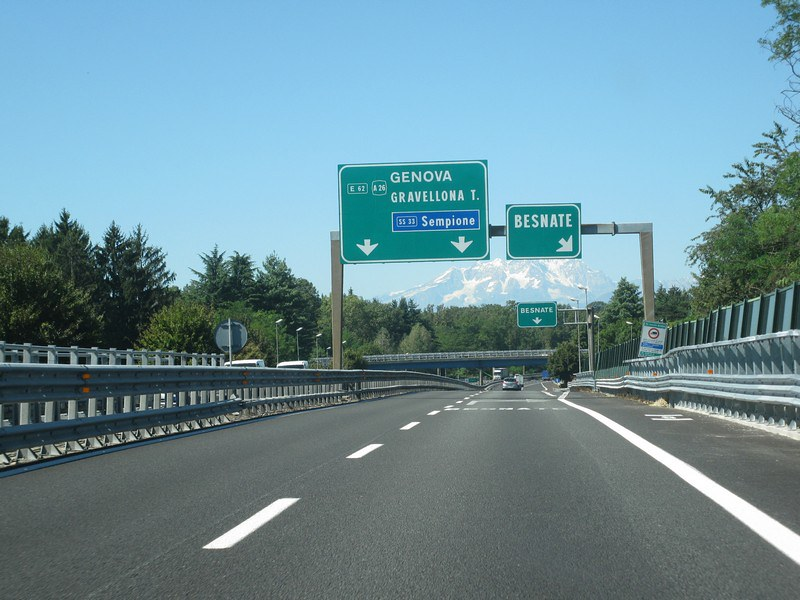
Автострада А8 (Італія) («Озерна автомагістраль»; частина Автострада А8 (Італія) і Автострада А9 (Італія)), Італія, перша автомагістраль, побудована в світі

Люди зазвичай подорожували у справах, для задоволення, відкриттів і пригод; в новітній історії людства подорожі стали легшими завдяки таким технологіям, як автомобілі, потяги, літаки та кораблі. Сухопутна навігація є одним з аспектів подорожей і стосується просування незнайомою місцевістю за допомогою навігаційних інструментів, таких як карти з прив'язкою до місцевості, компас або супутникова навігація. Навігацію на суші часто полегшує прив'язка до орієнтирів — стійких та впізнаваних природних або створених людиною об'єктів, які виділяються з навколишнього середовища та часто є помітними з великих відстаней. Природними орієнтирами можуть бути характерні об'єкти, такі як гори чи плато, наприклад, Столова гора в Південній Африці, гора Арарат у Туреччині, Великий каньйон у Сполучених Штатах, Улуру в Австралії та гора Фудзі в Японії.
В історії людства відбулися дві великі епохи досліджень: розселення та змішування. Протягом періоду розселення люди залишали Африку, оселялися на нових землях і розвивали окремі культури у відносній ізоляції. Ранні дослідники оселилися в Європі та Азії; 14 000 років тому деякі люди перетнули сухопутний міст льодовикового періоду з Сибіру на Аляску та рушили на південь, щоб оселитися в Америці. Здебільшого ці культури не знали про існування одна одної. Другий період, який тривав приблизно останні 10 000 років, ознаменував посилення міжкультурного обміну через торгівлю та дослідження, знаменуючи нову еру культурного змішання.

### Торгівля
Люди займалися торгівлею з доісторичних часів. Пітер Вотсон датує історію торгівлі на довгі відстані бл. 150 000 років тому. Протягом історії на суходолі існували основні торговельні шляхи, наприклад Великий шовковий шлях, який з'єднував Східну Азію з Європою і Бурштиновий шлях, який використовувався для транспортування бурштину з Північної Європи до Середземного моря. Темні віки призвели до краху торгівлі на Заході, але вона продовжувала процвітати на Близькому Сході, в Індії, Китаю, Південно-Східної Азії та королівствах Африки. У середні віки Центральна Азія була економічним центром світу, і в Європі зазвичай торгували предметами розкоші. Фізичні гроші (бартерні або дорогоцінні метали) було небезпечно перевозити на великі відстані. Щоб вирішити цю проблему, банківська індустрія, що розвивалася, уможливила перехід до рухомого багатства або капіталу, що значно полегшило та зробило безпечнішою торгівлю на великих відстанях. Після доби вітрил міжнародна торгівля здебільшого відбувалася морськими шляхами, зокрема для того, щоб проміжні країни не мали можливості контролювати торговельні шляхи та потік товарів[джерело?].
В економіці земля означає фактори виробництва. Земля може передаватися в оренду в обмін на орендну плату, що дозволяє використовувати її різноманітні сировинні ресурси (дерева, нафта, метали).

### Землекористування

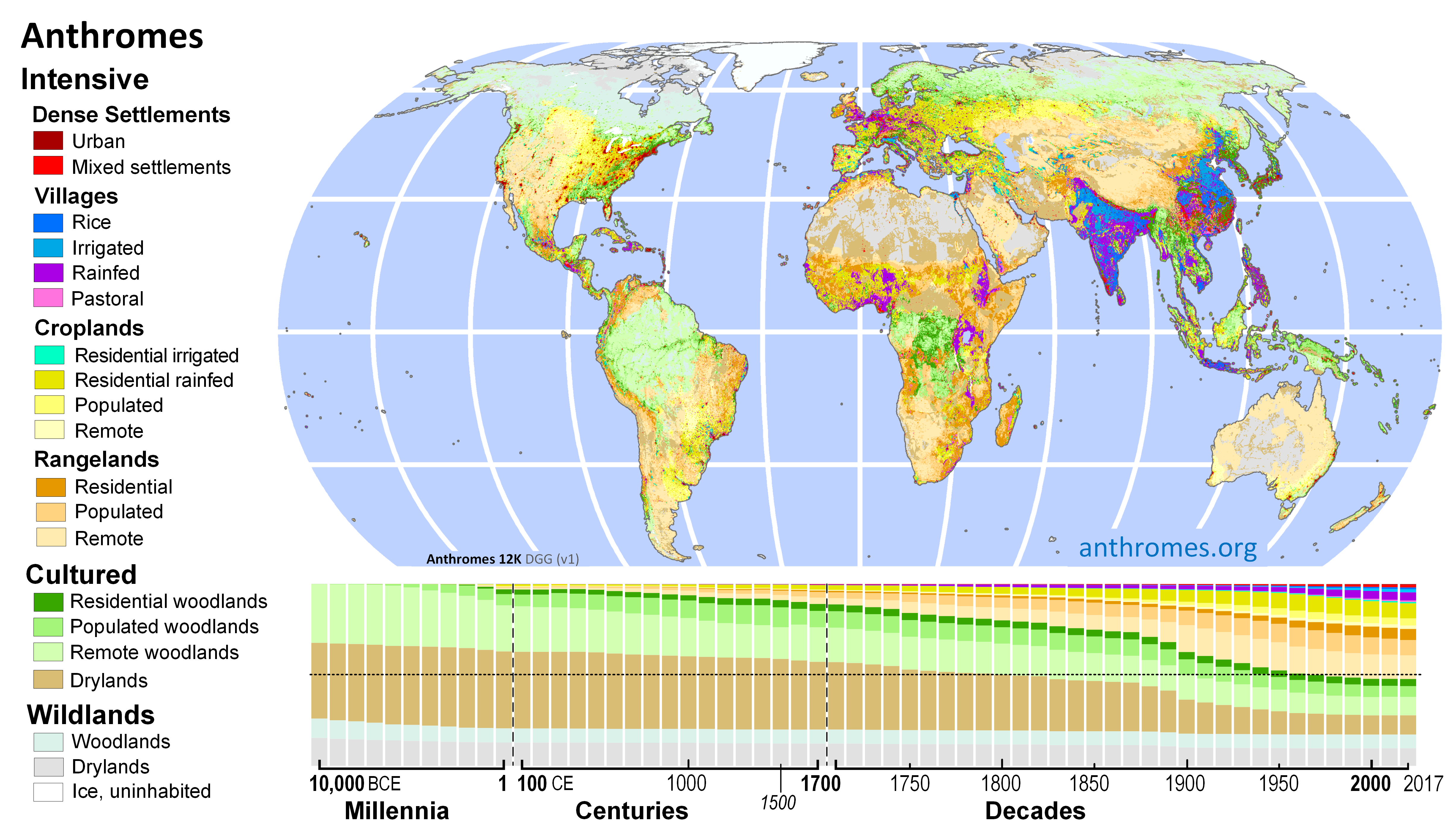
Світова карта землекористування станом на 2017 рік. Історичний розподіл землекористування, починаючи з 10 000 р. до н. е., показано внизу праворуч.

Понад 10 000 років люди займалися такими видами діяльності на суходолі, як полювання, пошук їжі, контрольоване спалювання, розчищення землі, та сільське господарство. Починаючи з неолітичної революції та поширення сільського господарства по всьому світу, землекористування людиною суттєво змінило природні екосистеми з по суті глобальною трансформацією земного ландшафту 3000 років тому:30. Приблизно з 1750 року використання суходолу людиною зросло прискореними темпами через промислову революцію, яка створила більший попит на природні ресурси та спричинила швидке зростання населення:34.
Сільське господарство включає як рослинництво, так і тваринництво. Третина поверхні землі використовується для сільського господарства:126, площа оцінюється в 16,7 мільйонів км2 орних угідь і 33,5 мільйонів км2 пасовищ. Таке використання має значний вплив на екосистеми Землі. Коли земля розчищається, щоб звільнити місце для сільського господарства, місцева флора і фауна замінюються новими культурами та худобою:31. Надмірно велике використання сільськогосподарських угідь зумовлене поганою практикою господарювання (що призводить до зниження врожайності їжі, що вимагає більшого використання землі), попитом на продовольство, харчовими відходами, та дієтами з високим вмістом м'яса:126.
Урбанізація призвела до більшого зростання населення в містах у минулому столітті. Незважаючи на те, що міські території становлять менше 3 відсотків площі суходолу, у 2007 році місце проживання більшості населення світу перемістилось з переважно сільської місцевості до міських центрів:35. Люди, які живуть у містах, залежать від продуктів харчування, вироблених в сільській місцевості за межами їхніх міст, що створює більший попит на сільське господарство та спонукає до зміни землекористування далеко за межами міста:35. Урбанізація також витісняє сільськогосподарські угіддя, оскільки відбувається переважно на найродючіших землях. Розширення міст у приміських районах фрагментує сільськогосподарські та природні землі, змушуючи сільське господарство переміщатися на менш родючі землі в інших місцях. Оскільки ця земля є менш родючою, для такого ж виробництва потрібно більше землі, що збільшує загальне використання сільськогосподарських угідь:119.
Іншою формою землекористування є видобуток корисних копалин, за допомогою якого різноманітними методами видобуваються мінерали. Докази гірничодобувної діяльності датуються приблизно 3000 роком до нашої ери в Стародавньому Єгипті:34. До важливих корисних копалин належать залізна руда, яку видобувають для використання як сировину; вугілля — для виробництва енергії; і дорогоцінне каміння — для використання в ювелірних виробах і грошовому обігу:34.

### Законодавство
Фраза «the law of the land» (закони, що діють у країні чи регіоні) вперше з'явилася в 1215 році у Великій хартії вольностей, надихнувши пізніше її використання в Конституції США. Ідея спільної землі також виникла в середньовічному англійському праві та стосується колективної власності на землю, розглядаючи її як спільне благо. У науці про навколишнє середовище, економіці та теорії ігор трагедія спільного відноситься до використання окремими особами спільного простору для власної вигоди, погіршуючи загальний стан землі, забираючи більше, ніж належна їм частка, і не співпрацюючи з іншими. Ідея спільної землі передбачає суспільну власність; але все ще є частина землі, яку можна приватизувати як власність окремої особи, наприклад, землевласника чи короля. У розвинутих країнах очікується, що земля перебуває у приватній власності особи, яка має право власності, але в країнах, що розвиваються, право користування землею часто розділене, при цьому права на той самий земельний ресурс можуть надаватися різним людям у різні проміжки часу. Починаючи з кінця 20 століття, міжнародне співтовариство почало законодавчо визнавати права корінного населення на землю, наприклад, договір Вайтангі для народу маорі, акт про самоврядування Гренландії для народу інуїти та Закон про права корінного народу Філіппін.

### Геополітика

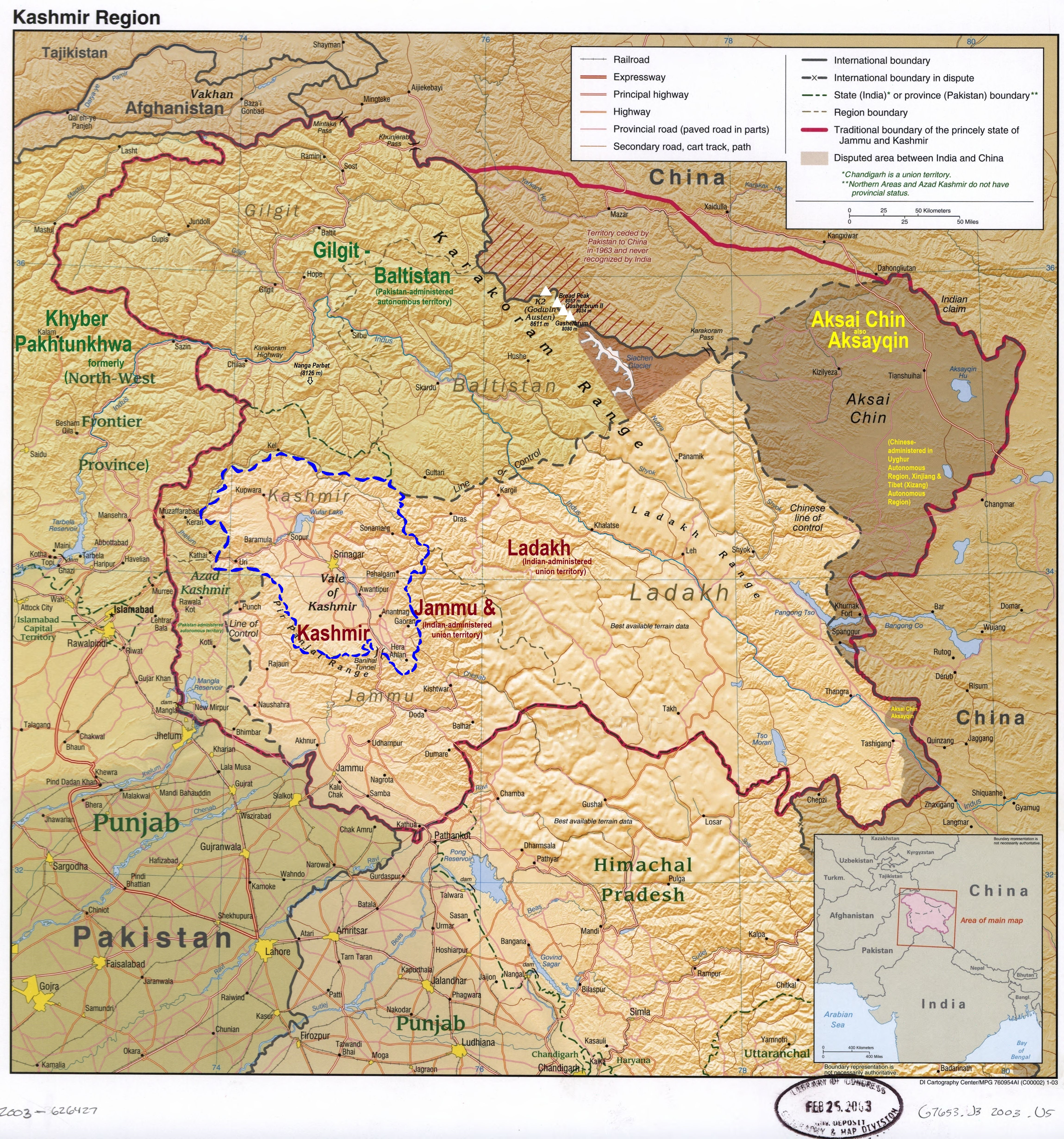
Карта Кашміру, що показує прикордонні суперечки між Китаєм, Індією та Пакистаном. Також показано кордони між трьома країнами, які не оспорюються.

Кордони — це географічні межі, встановлені або географічними особливостями (океани, гірські хребти, річки) або політичними утвореннями (урядами, державами або субнаціональними утвореннями). Політичні кордони можуть бути встановлені шляхом війни, колонізації або взаємних угод між політичними суб'єктами, які проживають на цих територіях; створення цих угод називається делімітацією кордонів.
Багато воєн та інших конфліктів виникали під час спроб учасників розширити територію під своїм контролем або встановити контроль над певною територією, яка вважається стратегічною, історичною чи культурною. Монгольська імперія 13-го і 14-го століть стала найбільшою суцільною імперією на суходолі в історії завдяки війнам і завоюванням.
У Сполучених Штатах 19-го сторіччя різними групами було розроблено концепцію явного призначення, яка стверджувала, що американським поселенцям судилося розширюватися територією Північної Америки. Цю концепцію використовували для виправдання військових дій проти корінних народів Північної Америки та Мексики.
Агресія нацистської Німеччини у Другій світовій війні була частково мотивована концепцією Lebensraum («життєвий простір»), яка спочатку стала геополітичною метою імперської Німеччини під час Першої світової війни (1914—1918) як основний елемент вересневої програми територіального розширення. Найбільш крайню форму цієї ідеології підтримувала нацистська партія (NSDAP). Lebensraum був одним із головних спонукань нацистської Німеччини до початку Другої світової війни, і вона продовжуватиме цю політику до кінця Другої світової війни.

## Проблеми навколишнього середовища

Зміна температури, виміряна над суходолом за регіонами

Деградація земель — це «зменшення або втрата біологічної чи економічної продуктивності та різномаїття» землі в результаті людської діяльності:42. Деградація землі спричинена багатьма різними видами діяльності, включаючи сільське господарство, урбанізацію, виробництво енергії та видобуток корисних копалин:43. Люди змінили більше трьох чвертей вільної від льоду землі завдяки поселенням та іншим видам використанням, докорінно змінивши екосистеми. Діяльність людини є головним фактором голоценового вимирання, а спричинена діяльністю людини зміна клімату призводить до підвищення рівня моря та втрати екосистем. Екологи вивчають екосистеми суходолу, природні ресурси, біосферу (фауну і флору), тропосферу та вплив людської діяльності на них. Їхні рекомендації призвели до міжнародних дій щодо запобігання втраті біорізноманіття та опустелювання, а також заохочення сталого управління лісами та відходами. Рух за збереження природи лобіює захист видів під загрозою зникнення і захист природних територій, таких як парки:253. Міжнародні проєкти зосереджені на аналізі того, як люди можуть задовольнити свої потреби, водночас ефективніше використовуючи землю та зберігаючи її природні ресурси, зокрема в рамках проєкту Цілі сталого розвитку Організації Об'єднаних Націй.

### Деградація ґрунту

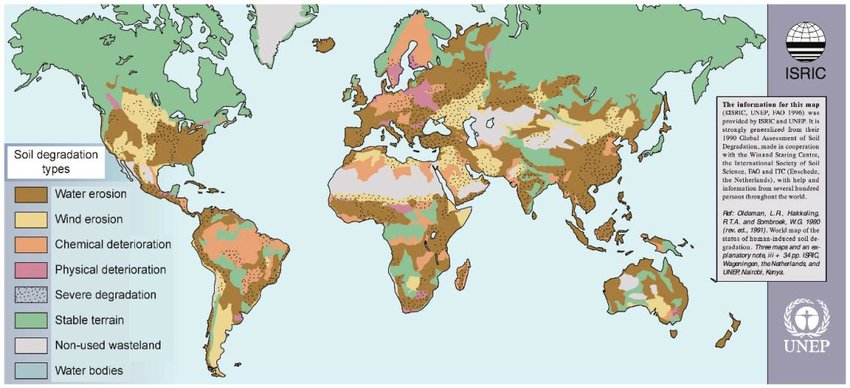
Світова карта деградації ґрунтів

Землекористування людиною може призвести до деградації ґрунту як за якістю, так і за кількістю:44. Деградація ґрунту може бути спричинена сільськогосподарськими хімікатами (такими як добрива, пестициди та гербіциди), розвитком інфраструктури та видобутком корисних копалин серед інших видів діяльності:43–47. Існує кілька різних процесів, які призводять до деградації ґрунту. Фізичні процеси, такі як ерозія, ущільнення та утворення кори призводять до структурного руйнування ґрунту. Це означає, що вода не може проникати на поверхню ґрунту, спричиняючи поверхневий стік:44. Хімічні процеси, такі як засолення, підкислення та підвищення токсичності, призводять до хімічного дисбалансу в ґрунті:44. Засолення завдає особливої шкоди, оскільки воно робить землю менш продуктивною для сільського господарства та впливає на щонайменше 20 % усіх зрошуваних земель:137. Навмисне обробка ґрунту шляхом оранки також може змінити біологічні процеси в ґрунті, що призводить до надмірної мінералізації та втрати поживних речовин:44.
Опустелювання — це тип деградації землі в посушливих районах, коли родючі території стають все більш посушливими в результаті природних процесів або діяльності людини, що призводить до втрати біологічної продуктивності. На таке поширення посушливих територій можуть впливати різноманітні людські фактори, такі як вирубка лісів, неправильне управління землею, надмірний випас худоби, антропогенна зміна клімату, та надмірна експлуатація ґрунту. Протягом геологічної історії опустелювання відбувалося природним шляхом, хоча останнім часом воно значно прискорилося діяльністю людини.

### Забруднення довкілля
Забруднення ґрунту відбувається, коли забруднюючі речовини, такі як небезпечні або неправильно утилізовані відходи потрапляють у ґрунт. Забрудненню ґрунту можна запобігти шляхом належного моніторингу та утилізації відходів, а також зменшення непотрібного використання хімікатів і пластику. На жаль, належна утилізація відходів часто не є економічно вигідною чи є технологічно нежиттєздатною, що призводить до короткострокових рішень утилізації відходів, які забруднюють землю. Приклади включають захоронення шкідливих промислових побічних продуктів, надмірне використання сільськогосподарських добрив та інших хімікатів, а також неналежне обслуговування звалищ. Розмір деяких сміттєзвалищ може становити тисячі акрів, як-от регіональне сміттєзвалище Апекс у Лас-Вегасі.
Забруднення вод на суходолі — це забруднення неокеанічних гідрологічних поверхневих і підземних водних об'єктів, таких як озера, ставки, річки, струмки, водно-болотні угіддя, водоносні горизонти, водосховища та підземні води в результаті діяльності людини:6. Може бути викликано токсичними речовинами (наприклад, нафтою, металами, пластмасами, пестицидами, стійкими органічними забруднювачами, промисловими відходами), стресовими умовами (наприклад, змінами pH, гіпоксією або аноксією, підвищенням температури, надмірною каламутністю, неприємним смаком або запахом, а також зміною солоності) або патогенними організмами.

### Втрата біорізноманіття

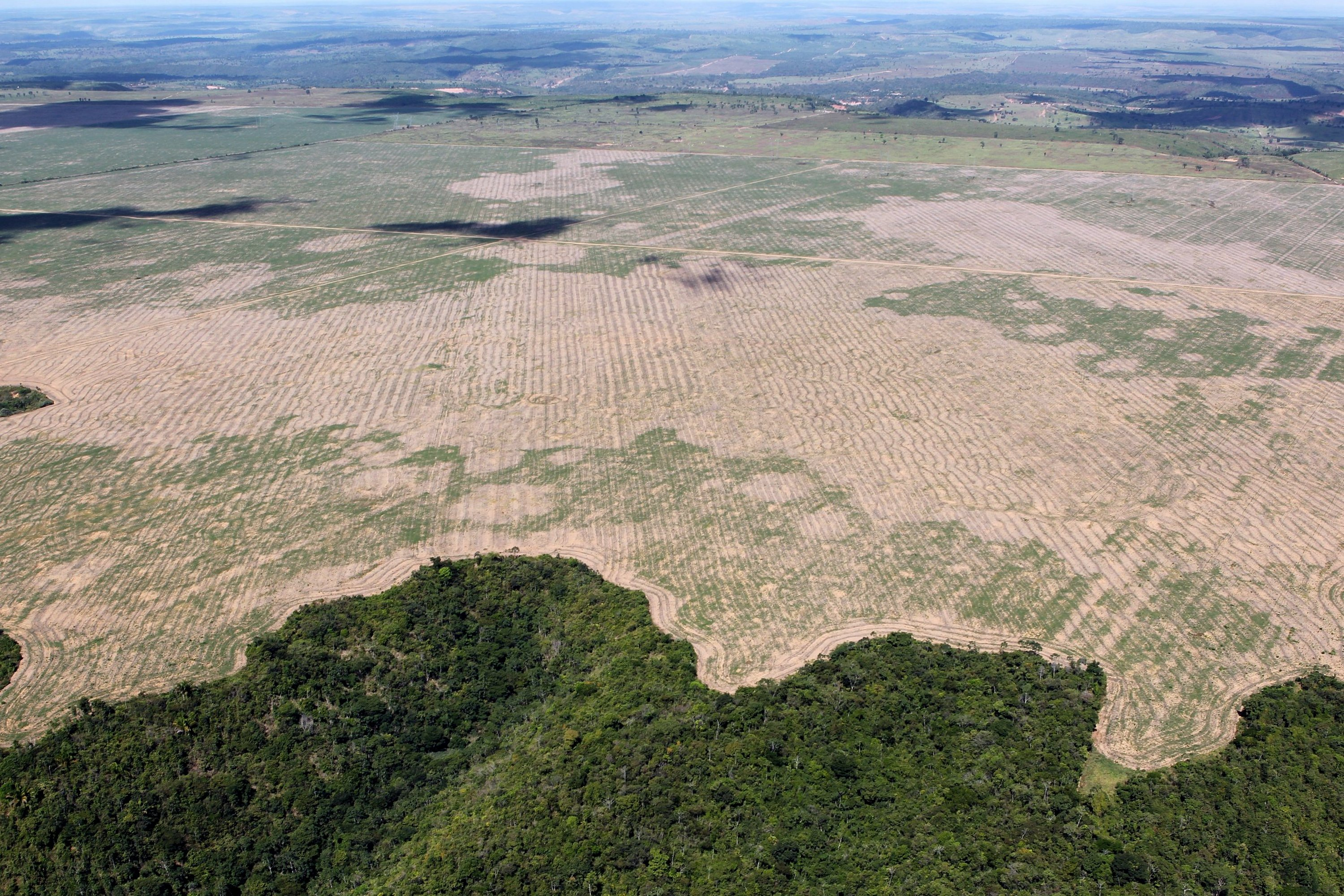
Знищення дощових лісів Амазонки. Діяльність людини може знищити раніше різноманітні екосистеми.

Втрата біорізноманіття — це «зменшення біорізноманіття в межах виду, екосистеми, певної географічної області або Землі в цілому». Може бути викликана стихійними лихами або діяльністю людини, але остання має більший вплив. Сільське господарство може спричинити втрату біорізноманіття, оскільки землю дуже швидко трансформують для потреб сільського господарства, особливо в тропіках, що безпосередньо спричиняє втрату середовища існування:43. Екосистеми також можуть бути розділені та погіршені розвитком інфраструктури за межами міських територій:46.
Втрачене біорізноманіття іноді можна відновити шляхом екологічного відновлення або екологічної стійкості, наприклад, шляхом відновлення занедбаних сільськогосподарських територій:45; однак втрата біорізноманіття також може бути постійною (наприклад, через втрату землі). Екосистема планети досить чутлива: час від часу незначні зміни життєздатної рівноваги можуть мати драматичний вплив на харчову мережу або харчовий ланцюг, аж до спільного вимирання всього харчового ланцюга. Втрата біорізноманіття призводить до зменшення екосистемних послуг і зрештою може загрожувати продовольчій безпеці. Зараз Земля переживає шосте масове вимирання (голоценове вимирання) в результаті діяльності людини, яка виходить за межі планети. Наразі доведено, що це вимирання є незворотнім.

### Вичерпання ресурсів
Хоча люди використовували землю для видобутку природних ресурсів з давніх часів, попит на такі ресурси, як деревина, мінерали та енергія, зріс експоненціально після промислової революції через зростання населення:34. Коли природний ресурс виснажується до стану, коли його видобуток відповідає закону спадної віддачі, експлуатація цього ресурсу вважається надмірною. Деякі природні ресурси, такі як деревина, вважаються відновлюваними, оскільки за допомогою практик підтримки сталості довкілля вони відновлюються до попереднього рівня:90. Викопні види палива, такі як вугілля, не вважаються відновлюваним, оскільки для їх утворення потрібні мільйони років, при цьому очікується, що пік видобутку вугілля припаде на середину 21 століття:90. Економічний матеріалізм або споживацтво, мав руйнівний вплив моделі сучасного використання ресурсів, на відміну від доіндустріального періоду.

## Галерея
Різні види ландшафтів:

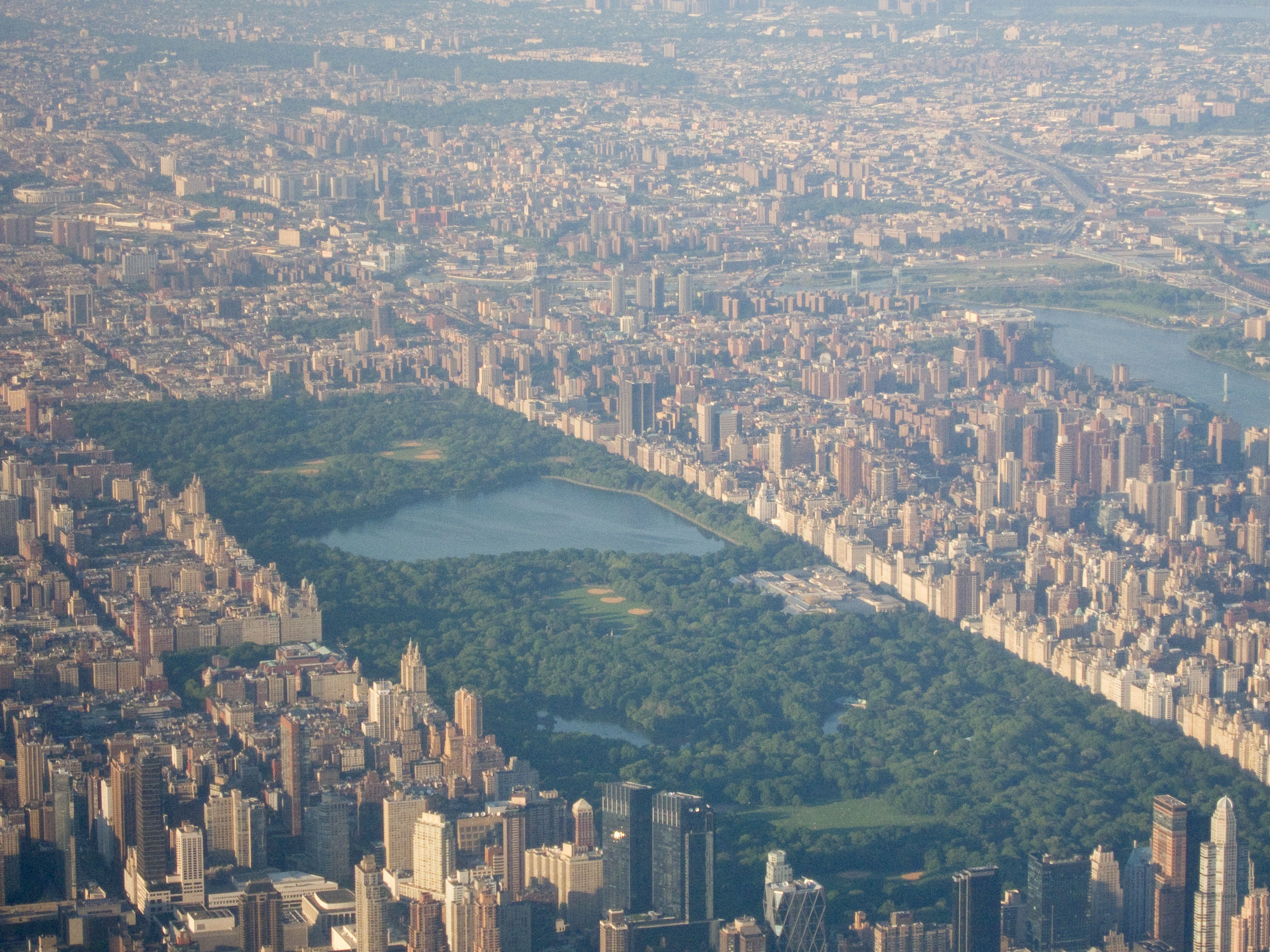
Центральний парк, Нью-Йорк
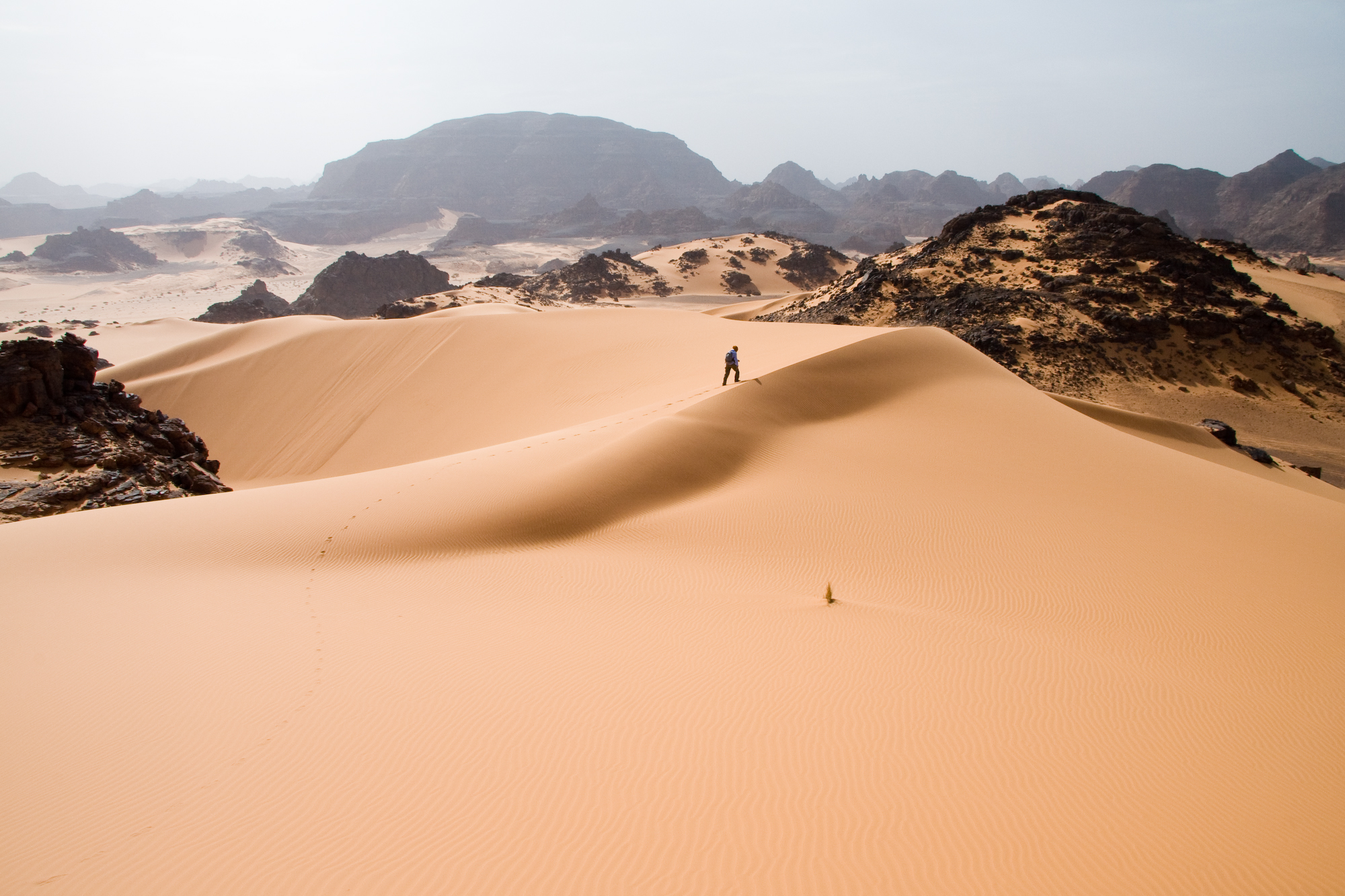
Сахара, Лівія
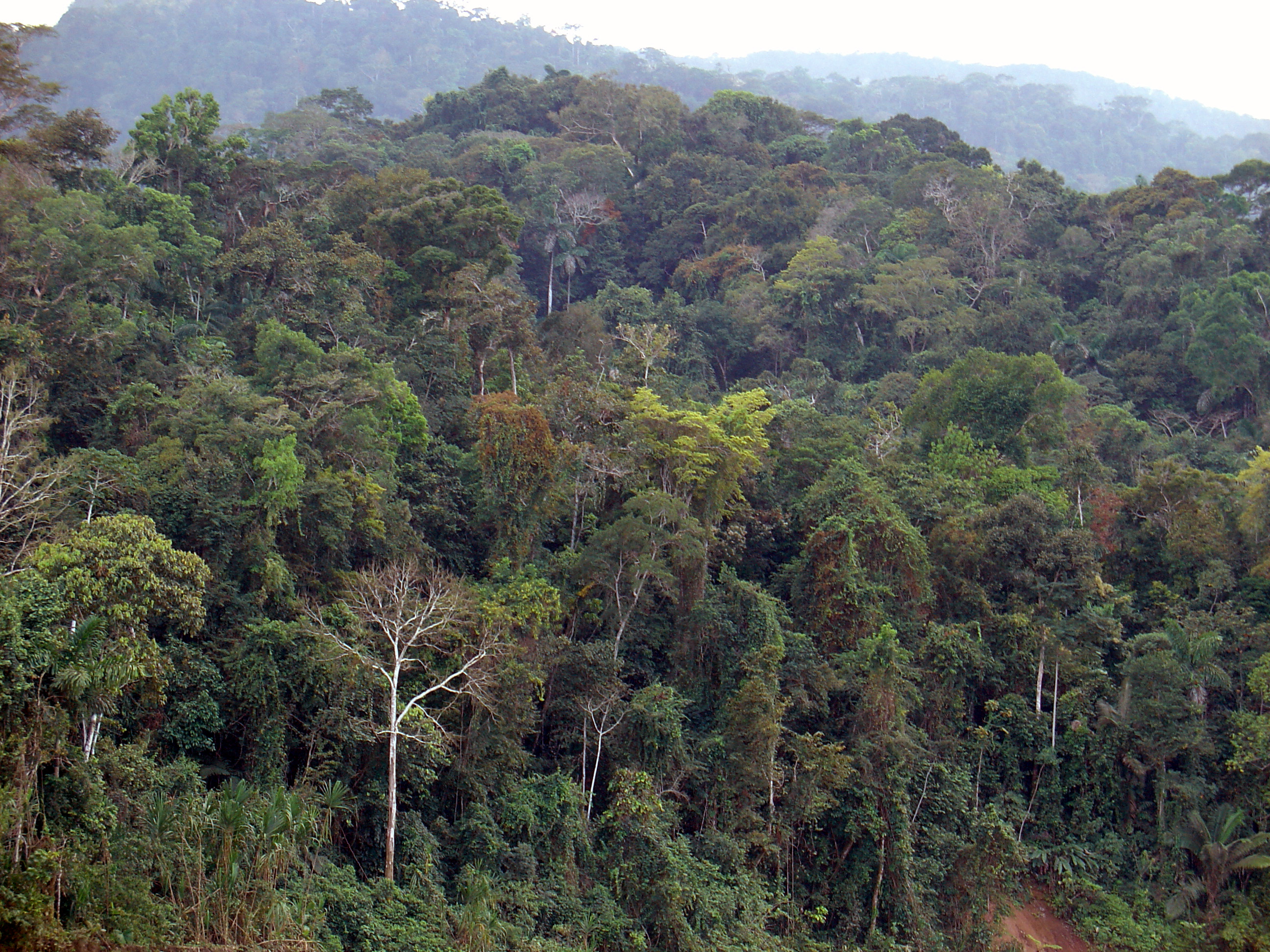
Амазонський дощовий ліс, Перу
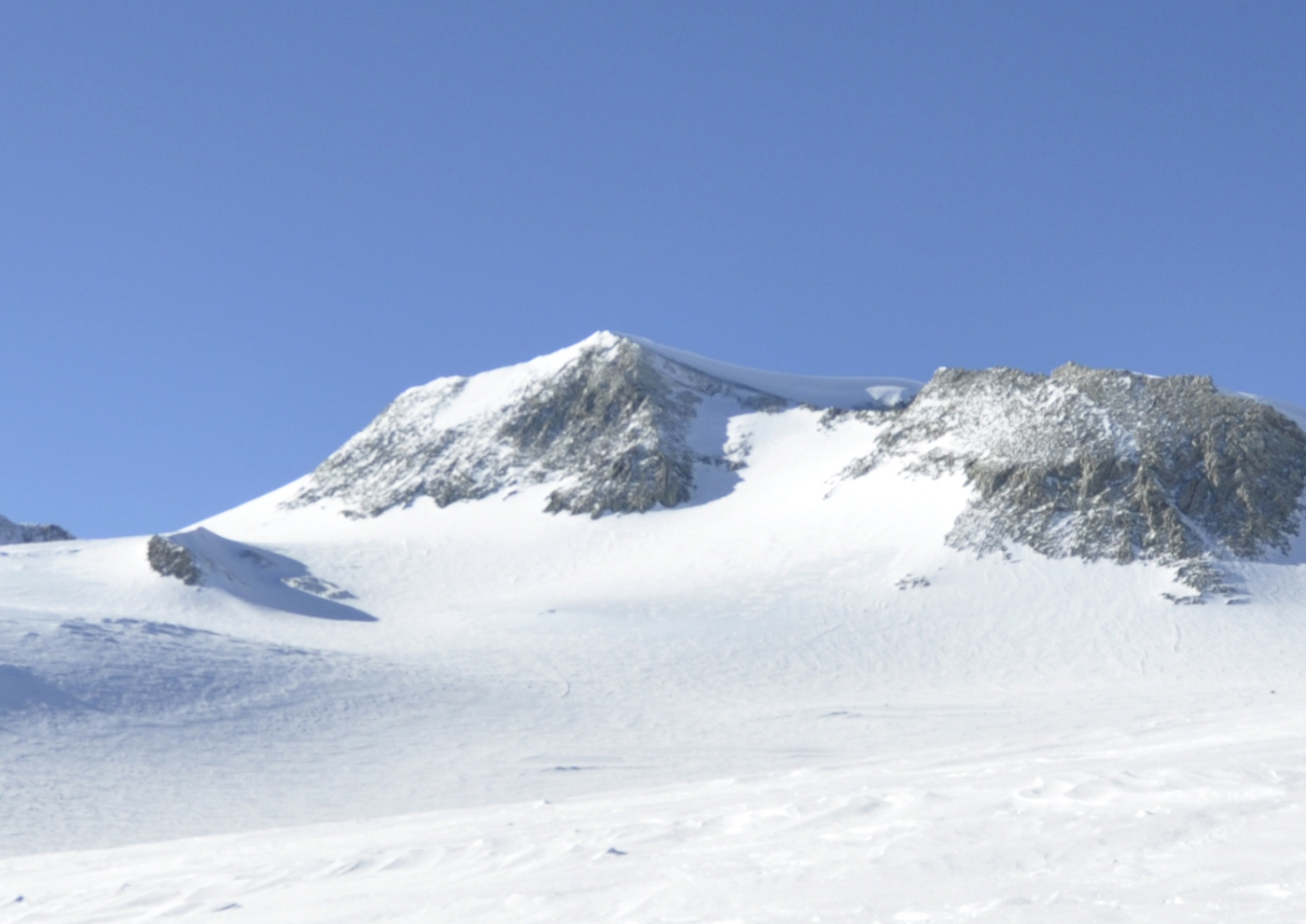
Багаторічна мерзлота, Антарктида
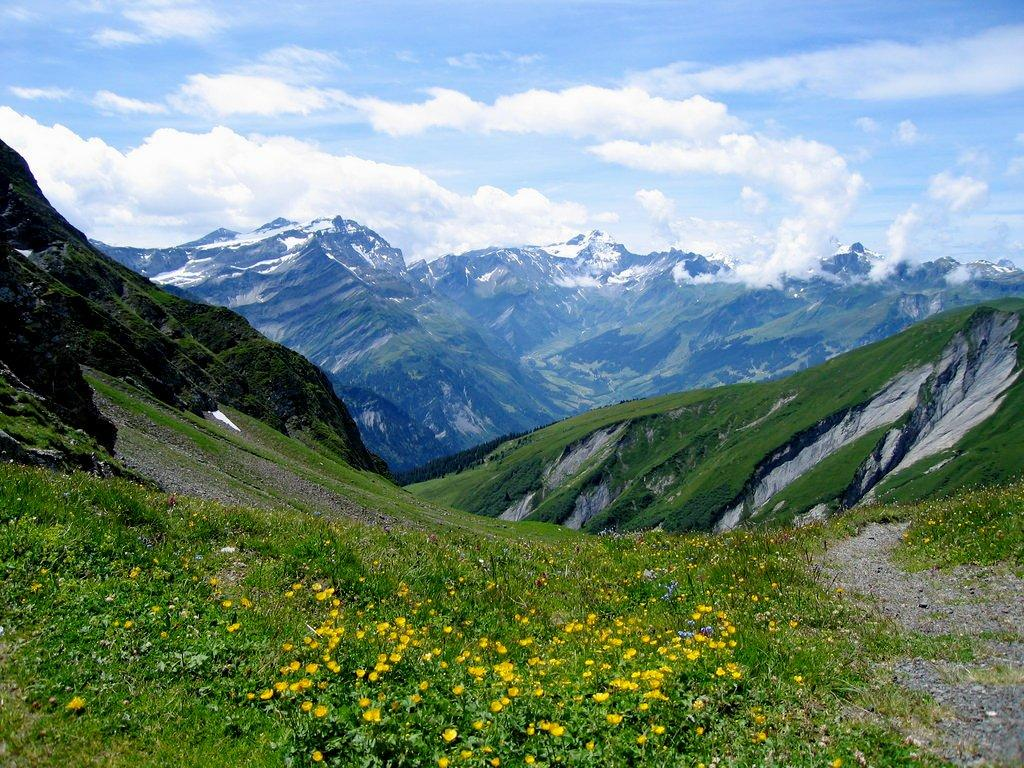
Луки у Швейцарських Альпах
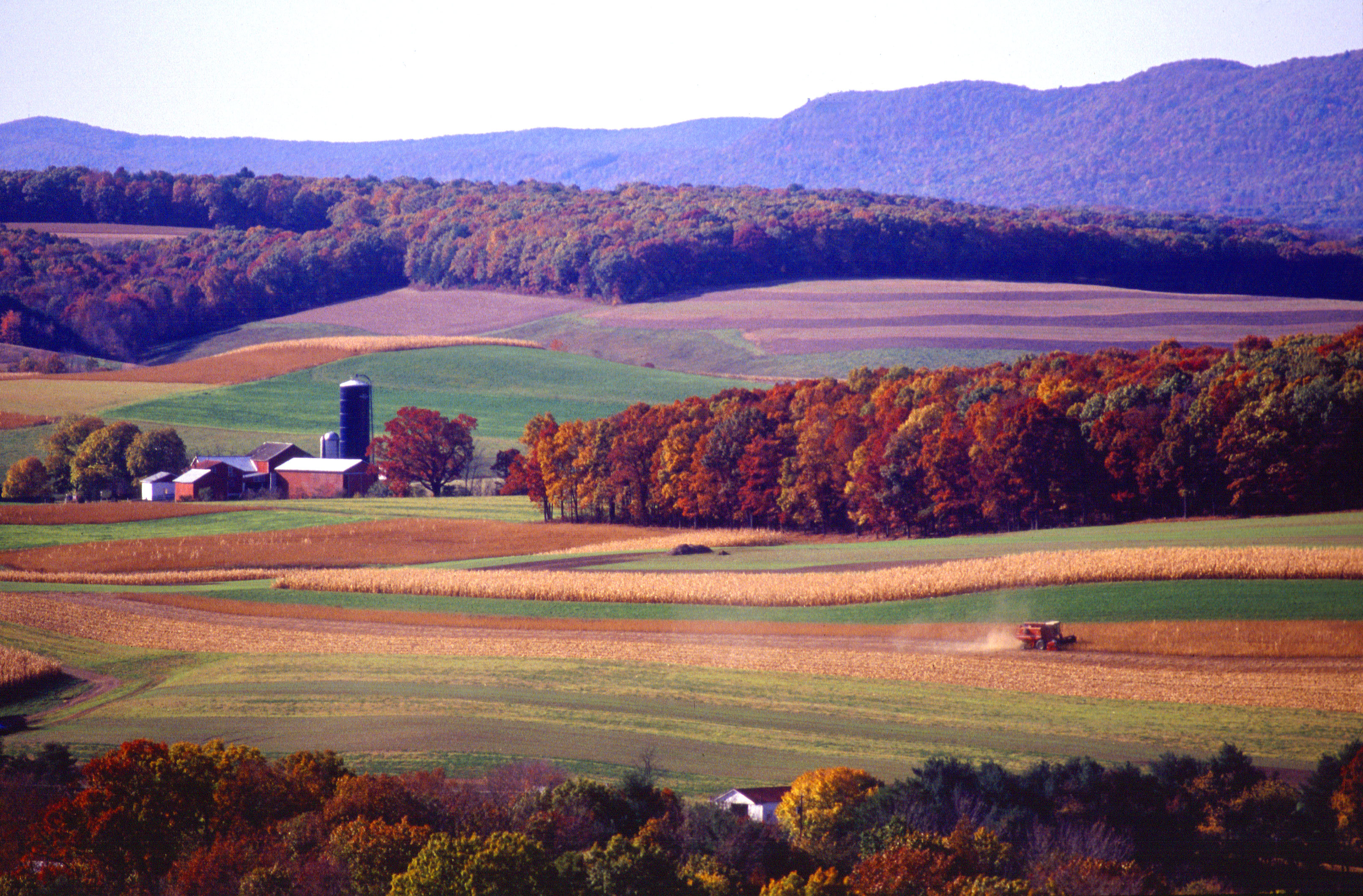
Сільськогосподарські угіддя в Пенсільванії

## Пояснювальні примітки
1. ↑  Точна кількість вулканів залежить від географічних меж, які використовує джерело. Це число не включає Антарктиду та західні острови Індонезії та включає острови Ізу, Бонін та Маріанські острови.
2. ↑  Визначення 14 біомів Всесвітнього фонду дикої природи включає помірні луки, савани і чагарники, середземноморські ліси, рідколісся та чагарники, а також пустелі і склерофітні чагарники[107].
3. ↑  Визначення 14 біомів Всесвітнього фонду дикої природи включає затоплювані луки і савани, а також мангрові ліси, обидва являють собою водно-болотні угіддя[107].